# Lucie Šafářová
Lucie Šafářová (úředním příjmením Plekanec Šafářová, * 4. února 1987 Brno) je česká profesionální tenistka hrající levou rukou. Na Grand Slamu vybojovala pět deblových trofejí s Američankou Mattekovou-Sandsovou a finále dvouhry si zahrála na French Open 2015. Z Letních olympijských her 2016 v Riu de Janeiru si po boku Strýcové odvezla bronz z deblové soutěže. V srpnu 2017 se na šest týdnů stala světovou jedničkou ve čtyřhře, čtvrtou českou a třicátou pátou od zavedení klasifikace v roce 1984. S českým týmem pětkrát triumfovala ve Fed Cupu. Kariéru ukončila květnovou čtyřhrou na French Open 2019.
Do sezóny 2005 se pohybovala pouze na okruhu ITF, kde získala sedm singlových a jeden deblový titul. Na okruh WTA Tour vstoupila lednovým ASB Classic 2005 a průlom do první světové stovky zaznamenala v červnu téhož roku. Celkově na něm vyhrála patnáct turnajů ve čtyřhře a sedm ve dvouhře včetně Qatar Total Open 2015 z kategorie Premier.
Na grandslamu zvítězila s Bethanií Mattekovou-Sandsovou ve všech pěti deblových finále, když dvakrát ovládly Australian Open i French Open a jednou US Open. Jako sedmý pár otevřené éry vyhrály dva úvodní majory v jediné sezóně, a to dvakrát. Na Turnaji mistryň 2016 prohrály ve finále. Do čtvrtfinále grandslamu se poprvé probojovala na Australian Open 2007 po vyřazení obhájkyně Amélie Mauresmové. V semifinále debutovala na travnatém Wimbledonu 2014 s Petrou Kvitovou a v jediném finále dvouhry na French Open 2015 podlehla Sereně Williamsové.
Na žebříčku WTA byla ve dvouhře nejvýše klasifikována v září 2015 na 5. místě a ve čtyřhře pak v srpnu 2017 na 1. místě po Cincinnati Masters. Od roku 2010 ji postupně trénovali Srbka Biljana Veselinovičová, Kanaďan Robert Steckley a český tenista František Čermák. Domovský oddílem byl TK Agrofert Prostějov.
Ženská tenisová asociace jí čtyřikrát udělila Cenu Peachy Kellmeyerové za službu tenistkám zprostředkovanou členstvím v radě hráček.
V březnu 2024 ohlásila několikaměsíční návrat k profesionálnímu tenisu ve čtyřhře. V témže roce se stala expertkou české a slovenské verze televizní stanice Canal+ Sport, přenášející turnaje okruhu WTA Tour.

## Tenisová kariéra
Na ženský okruh ITF vstoupila jako čtrnáctiletá v říjnu 2001 prohrou s Libuší Průšovou na plzeňském turnaji dotovaném 10 tisíci dolary. V sezóně 2004 vyhrála dva turnaje ITF v Bergamu a Båstadu.

### 2005: První tituly ve dvouhře na WTA Tour
Premiérový titul kariéry na okruhu WTA získala v květnu 2005, když ve finále portugalského Estoril Open přehrála Číňanku Li Na ve třech setech. Po červnové finálové prohře na travnatém UNICEF Open v nizozemském 's-Hertogenboschi, kde se její přemožitelkou stala krajanka Klára Zakopalová, zaznamenala druhý triumf na srpnovém Forest Hills Tennis Classic. V boji o titul porazila indickou hráčku Saniu Mirzaovou.
Na konečném žebříčku WTA ve dvouhře figurovala na 50. místě.

### 2006: Titul v Gold Coast

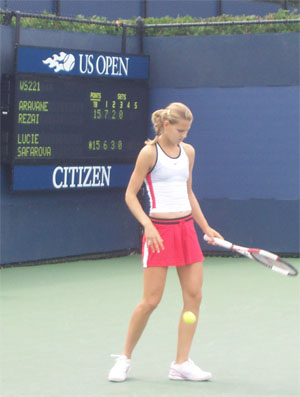
Během US Open

Australskou část sezóny zahájila v dobré formě, když se na úvodní události v Gold Coast probojovala až do finále. Mezi posledními čtyřmi hráčkami porazila světovou šestku Patty Schnyderovou a v závěrečném utkání turnaje zdolala Italku Flavii Pennettaovou po dvousetovém průběhu. Získala tak třetí singlový vavřín kariéry a do konce roku již tento výkon nezopakovala.
Poprvé si zahrála také semifinále turnaje kategorie Tier II, když na MPS Group Championships v americkém Amelia Island podlehla pozdější vítězce Nadeždě Petrovové. V předcházejícím osmifinále vyřadila krajanku Nicole Vaidišovou. Do semifinále se probojovala na palermském Internazionali Femminili di Tennis z kategorie Tier IV, kde skončila na raketě Španělky Anabel Medinaové Garriguesové.
Na Rogers Cupu si 19. srpna připsala skalp srbské tenistky Any Ivanovićove a sezónu zakončila na 41. příčce světové klasifikace.

### 2007: Finále velkého turnaje v Paříži
V úvodu sezóny zvolila místo obhajoby titulu v Gold Coast reprezentaci České republiky na Hopmanově poháru v páru s Tomášem Berdychem. Ztráta neobhajovaných bodů znamenala, že na melbournský grandslam Australian Open přijížděla až jako 70. hráčka světa. Ve čtvrtém kole vyřadila obhájkyni titulu a druhou nasazenou Francouzku Amélii Mauresmovou ve dvou sadách a poprvé na majoru prošla do čtvrtfinále. V něm ji zastavila Češka Nicole Vaidišová. Bodový zisk ji posunul o několik desítek příček výše a v následném vydání žebříčku figurovala na 31. místě. Formu si udržela i po přesunu na evropský kontinent, kde startovala na pařížském Open Gaz de France. Během cesty turnajem postupně na její raketě skončily Bulharka Cvetana Pironkovová ve třech setech, a Nicole Vaidišová, Světlana Kuzněcovová i Justine Heninová po dvousetových výhrách. Ve finále však odešla poražena od Rusky Naděždy Petrovové. Z následujícího turnaje Proximus Diamond Games, hraného v Antverpách, se odhlásila pro poranění ramena.

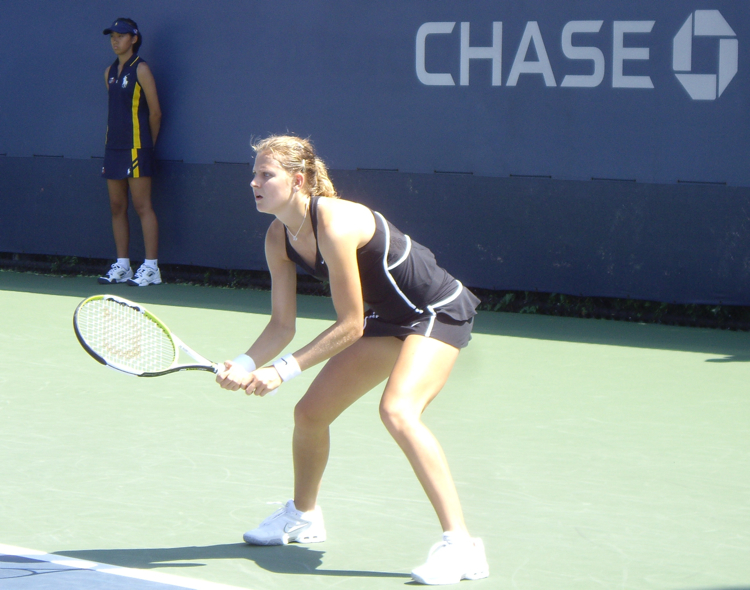
Na příjmu podání soupeřky na US Open 2007

Na velkých amerických akcích Indian Wells Masters a Sony Ericsson Open v Miami došla do třetího kola. Na první z nich ji zdolala Izraelka Šachar Pe'erová a na druhé pak americká favoritka Serena Williamsová. Následovalo fedcupové utkání proti Slovensku, v němž porazila Danielu Hantuchovou. Na turnaji kategorie Tier IV Estoril Open skončila v semifinále na raketě Bělorusky Viktorie Azarenkové.
Na pařížském Roland Garros zopakovala výkon z úvodního grandslamu, když si opět poradila s Mauresmovou, tentokrát ve třetí fázi6. V následujícím kole ji však vyřadila po třísetovém průběhu ruská tenistka Anna Čakvetadzeová. Z pozice dvacáté páté nasazené ve Wimbledonu porazila krajanku Zuzanu Ondráškovou a řeckou hráčku Eleni Daniilidouovou, aby ve třetím kole neuspěla proti srbské světové trojce Jeleně Jankovićové. Utkání bylo hodnoceno jako nejlepší v dosavadním průběhu sezóny WTA Tour.
Newyorský US Open odstartovala jako turnajová dvacítka výhrou nad Američankou Jessicou Mooreovou. Ve druhém pak zdolala Němku Andreu Petkovicovou a mezi posledními 32 hráčkami turnaje skončila na raketě obouruké francouzské tenistky Marion Bartoliové. Na všech čtyřech grandslamech postoupila minimálně do třetího kola, což se odrazilo v posunu závěrečné klasifikace, kde jí patřilo 24. místo.

### 2008: Titul z Forest Hills
Sezónu zahájila podruhé s Berdychem na Hopmanově poháru v australském Perthu. Ve druhém mezistátním utkání z turnaje odstoupili pro Berdychovy zdravotní problémy.
Úvodním turnajem WTA se pro ni stal sydneyský Medibank International, kde narazila na Australanku Alicii Molikovou. Poté, co vyhrála úvodní sadu 7–6, zvládla také koncovku druhého setu, v němž odvracela setbol. Ve druhém kole ji vyřadila belgická světová jednička Justine Heninová. Do Australian Open vstupovala jako dvacátá druhá nasazená. V úvodním kole však skončila na raketě kolumbijské hráčky Catalina Castañové ve dvou setech, když utkání trvalo sedmdesát jedna minut. Následně bylo oznámeno, že ji limitoval natažený sval v gluteální krajině jako pozůstatek problému z předchozího duelu s Molikovou.
V roli turnajové šestadvacítky podlehla ve druhém kole Pacific Life Open v Indian Wells Ashley Harkleroadové. Na miamském Sony Ericsson Open došla do třetí fáze, v níž ji po hladkém průběhu zdolala čtvrtá nasazená Jelena Jankovićová. Ve čtvrtfinále červnového turnaje Barcelona KIA byla nucena utkání proti Maríi José Martínezové Sánchezové ve druhém setu skrečovat. Absentovala tak na pařížském French Open. Na dvorce se vrátila travnatým Wimbledonem, kde ji v prvním kole vyřadila Francouzka Émilie Loitová.
Jediný singlový titul roku zaznamenala na amerických betonech, když v srpnu triumfovala ve Forest Hills. Ve finále přehrála čínskou hráčku Pcheng Šuaj po dvousetovém průběhu utkání. Připsala si tak prémii 22 tisíc dolarů a do žebříčku 230 bodů. Ve stejném měsíci si zahrála premiérové finále ve čtyřhře, když v ryze českém boji o titul stockholmského Nordea Nordic Light Open podlehla s Cetkovskou dvojici Iveta Benešová a Barbora Záhlavová-Strýcová. Na newyorském US Open startovala jako padesátá osmá hráčka světa a v úvodním kole ji porazila Rumunka Sorana Cîrsteaová po třísetovém průběhu. Do semifinále pak došla na říjnovém turnaji ITF v Poitiers, kde vypadla s Anastasijí Pavljučenkovovou. Poslední utkání sezóny odehrála na bratislavské události ITF v závěru října, kde v prvním kole nestačila opět na Pavljučenkovovou. Ve čtyřhře si zahrála semifinále na Qatar Total Open, kde s Věrou Zvonarevovou podlehly světovým dvojkám Huberové a Raymondová.

### 2009: Finalistka v Québecu
Australskou část sezóny zahájila čtvrtfinálovou účastí na Brisbane International. Po výhrách nad Australankami Isabellou Hollandovou a Samanthou Stosurovou ji vyřadila Viktoria Azarenková. Do hlavní soutěže sydneyského turnaje se nekvalifikovala a na grandslamu Australian Open vyhrála zápasy s Rakušankou Sybille Bammerovou a Australankou Marinou Erakovicovou. Poté však podlehla Marion Bartoliové.

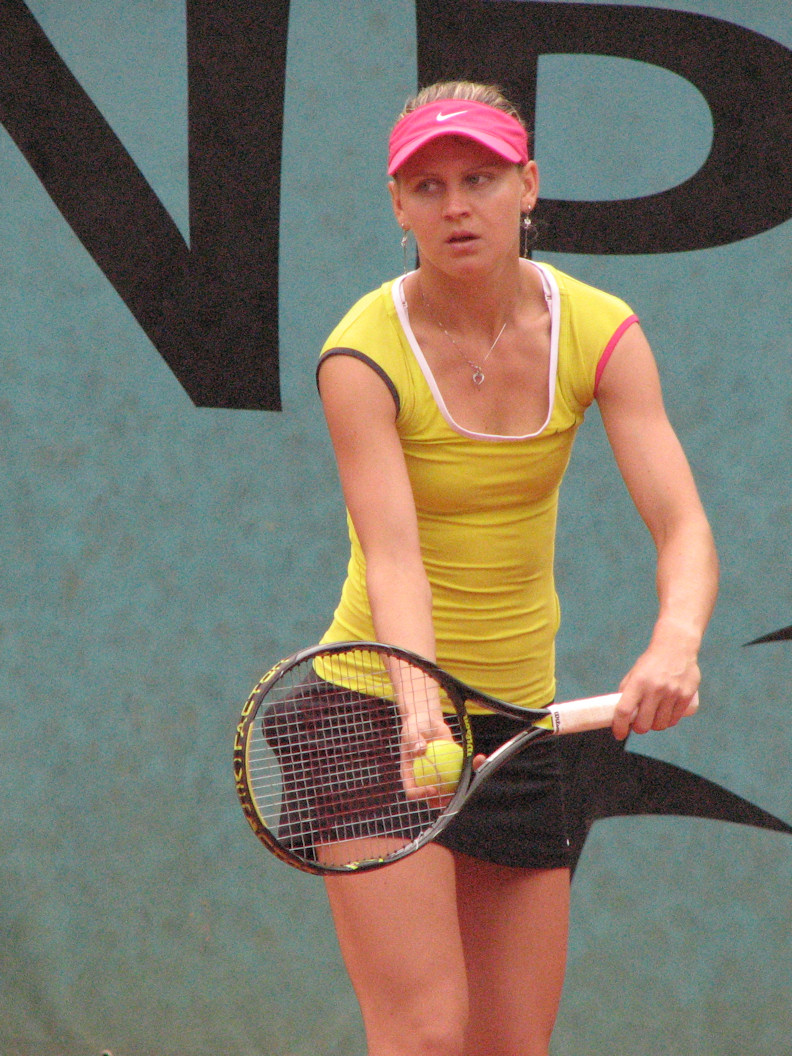
Podání na French Open

Po přesunu na americký kontinent došla do čtvrtfinále memphiského Cellular South Cupu, když z pozice turnajové trojky vyřadila Britku Melanie Southovou a Američanku Vaniu Kingovou. Zastavila ji až šestá nasazená německá hráčka Sabine Lisická. Do dalšího čtvrtfinále prošla na březnovém Monterrey Open, kde zdolala Marii Kirilenkovou, ale vypadla s Číňankou Li Na. Následovaly velké turnaje BNP Paribas Open a Sony Ericsson Open. V obou případech odešla poražena ve druhém kole, na prvním z nich skončila na raketě třicáté první hráčky světa Aleksandry Wozniakové a na druhém prohrála s osmnáctou nasazenou Patty Schnyderovou.
Antukový Barcelona Ladies Open, konaný v dubnu, přinesl další čtvrtfinálovou účast. Poté, co vyřadila Bulharku Cvetanu Pironkovovou a sedmou nasazenou Saru Erraniovou, jí vystavila stopku Francesca Schiavoneová. Z římského Internazionali BNL d'Italia odjela po druhém kole, když podlehla čtvrté nasazené Venus Williamsovové. Z pozice světové čtyřicet šestky přijížděla na grandslam French Open. Po vítězství nad Sabine Lisickou, ji ve druhém kole opět zdolala třetí nasazená Venus Williamsová po vyrovnané bitvě. Další turnaj odehrála až ve Wimbledonu, kde v úvodu podlehla Australance Jarmile Gajdošové.
Během léta nepřešla přes druhé kolo ani v jednom z turnajů v Budapešti, Portoroži, Los Angeles a Cincinnati nepřešla přes druhé kole. Až na torontském Rogers Cupu, kde si účast v hlavní soutěži zajistila v kvalifikaci, porazila Kaiu Kanepiovou, jedenáctou nasazenou Anu Ivanovićovou a Čeng Ťie. Probojovala se tak mezi posledních osm hráček soutěže. Ve čtvrtfinále ji pak vyřadila turnajová dvojka Serena Williamsová. Na newyorském US Open nezlomila prokletí prvního kola, když nestačila na turnajovou devatenáctku Patty Schnyderovou, když o vítězce rozhodl až tiebreak třetí sady poměrem míčů 8:6 pro Švýcarku. Jediné finále sezóny odehrála na québeckém kobercovém povrchu Bell Challenge. V semifinále zdolala osmou nasazenou Julii Görgesovou a v boji o titul skončila na raketě maďarské turnajové pětky Melindy Czinkové. Čtvrtfinálovou účast ještě zaznamenala na lineckém Generali Ladies Linz, kde jako turnajová sedmička nejdříve vyhrála nad Urszulou Radwańskou, aby ji v dalším utkání porazila druhá nasazená Agnieszka Radwańská.

### 2010: Finále na pařížském Open GDF Suez
V úvodu sezóny zopakovala čtvrtfinále na Brisbane International, v němž ji vyřadila Belgičanka Kim Clijstersová po třech setech. V úvodním kole Moorilla Hobart International byla přinucena za stavu 2–3 ve třetí sadě proti ukrajinské hráčce Kateryně Bondarenkové zápas skrečovat. Na melbournském Australian Open prohrála s americkou turnajovou šestkou Venus Williamsovou v prvním kole.

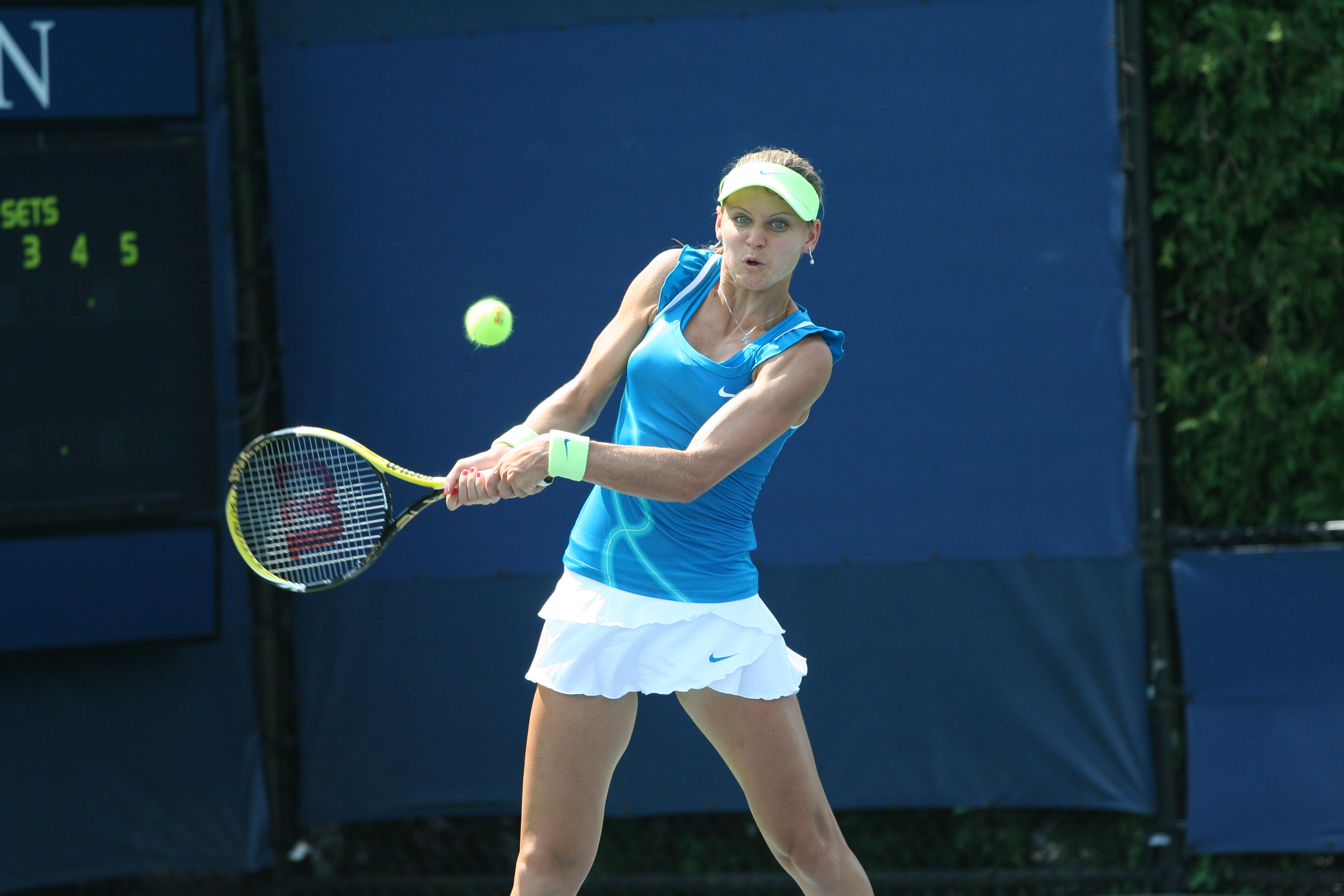
Bekhend v utkání na US Open

Premiérové finále sezóny si zahrála na pařížském Open GDF Suez, kam se probojovala po výhře nad Pennettaovou. První set boje o titul proti nejvýše nasazené Rusce Jeleně Dementěvové získala ve zkrácené hře. Další dvě dějství již připadly soupeřce, která vyhrála pohár. Následně dvakrát vypadla v prvních kolech. Nejdříve na mexickém Monterrey Open s francouzskou hráčkou Julií Coinovou, a poté na BNP Paribas Open, kde ji vyřadila Němka Julia Görgesová. Zápasovou výhru zaznamenala až během Sony Ericsson Open, kde jako nenasazená tenistka přešla přes Estonku Kaiu Kanepiovou. Ve druhém kole si poradila s Maríí José Martínezovou Sánchezovou opět po třech setech, když ve druhé sadě již prohrávala 5–2 na gemy. Poté ji zastavila Viktoria Azarenková.
Na nejoblíbenějším turnaji okruhu v kategorii Premier podle tenistek, stuttgartském Porsche Tennis Grand Prix porazila nasazenou jedničku a světovou dvojku Caroline Wozniackou. Ve čtvrtfinále však předvedenou hru nezopakovala a byla vyřazena kvalifikantkou Annou Lapuščenkovovou. Střídavá výkonnost pokračovala vzestupou fází. Ve třetím kole římského Internazionali BNL d'Italia zdolala světovou devítku Agnieszku Radwańskou. Stopku ji ve čtvrtfinále vystavila pozdější šampiónka María José Martínezová Sánchezová. Výhru si pak připsala nad dvanáctou hráčkou pořadí Marií Šarapovovou v úvodu madridského Mutua Madrileña Open. Na cestě mezi posledních osm přešla přes Bělorusku Olgu Govorcovovou a Rumunku Alexandru Dulgheruovou. Ve čtvrtfinálové fázi oplatila předchozí porážky světové osmnáctce Naděždě Petrovové. Po prohrané první sadě semifinále proti Francouzce Aravane Rezaïové musela zápas skrečovat pro zranění stehna.
Z pozice dvacáté čtvrté nasazené přijela na pařížský French Open. Na její raketě skončila nejdříve Jelena Dokićová, ale ve druhé fázi ji vyřadila slovinská tenistka Polona Hercogová po hladkém průběhu. Na trávě odehrála přípravný AEGON International v Eastbourne, kde po výhře nad Pavljučenkovovou vypadla s pátou nasazenou Clijstersovou. Ve Wimbledonu startovala jako dvacátá pátá nasazená, ale úvodní zápas proti Slovence Dominice Cibulkové ztratila. Na bastadské antuce pak v roli turnajové trojky Collector Swedish Open prošla do semifinále přes krajanku Barboru Záhlavovou-Strýcovou. V něm však nestačila na francouzskou druhou nasazenou Aravane Rezaïovou. Během letních turnajů v Praze, Cincinnati a Montréalu nepostoupila dále než do druhého kola. Na grandslamu US Open z pozice dvacáté šesté nasazené vypadla opět v prvním kole, když nenašla recpet na 196. hráčku žebříčku Tamiru Paszekovou.
Na quebéckém Bell Challenge zopakovala semifinálovou účast z předchozího roku. Na cestě za titulem ji zastavila Američanka Bethanie Matteková-Sandsová po hladkém průběhu. Pekingský China Open i moskevský Kremlin Cup znamenal vyřazení v úvodním kole na raketě Andrey Petkovicové, respektive Alisy Klejbanovové.
Na konečném žebříčku WTA ve dvouhře jí patřilo 33. místo.

### 2011 Dvě finálové účasti ve dvouhře
Na prvním turnaji sezóny Brisbane International opět došla do čtvrtfinále, když odehrála těžká utkání proti Akgul Amanmuradovové a Šachar Pe'erové. Její pouť pavoukem pak ukončila ruská tenistka Anastasija Pavljučenkovová. Do Australian Open vstupovala jako třicátá první nasazená. V prvních dvou kolech porazila Číňanku Čang Šuaj a Kláru Zakopalovou. Ve třetí fázi grandslamu však nepřešla přes světovou dvojku Věru Zvonarevovou po dvousetovém průběhu, přestože měla ve druhé sadě setbol.
V úvodním kole Open GDF Suez podlehla naturalizované Australance a bývalé světová čtyřce Jeleně Dokićové. O týden později pokračovala na Dubai Tennis Championships, kde vypadla také v úvodní fázi s Klárou Zakopalovou. Zlepšení se dostavilo na Qatar Ladies Open v Dauhá, na němž porazila světovou desítku Agnieszku Radwańskou, ale poté skončila ve třech setech na raketě Italky Flavie Pennettaové.
První ze dvou finále sezóny odehrála na asijském Malaysian Open. V boji o titul opět nestačila na Jelenu Dokićovou. Ve zkrácené hře druhé sady nedokázala využít dva mečboly. Do druhého kola BNP Paribas Open v Indian Wells postoupila přes Francouzku Kristinu Barroisovou po divokém výsledku. V utkání vytvořila rekord sezóny, když zahrála nejvyšší počet osmnácti es. Následně však skončila na raketě turnajové jednadvacítky Andrey Petkovicové nezvládnutou koncovkou obou setů. Jako třicátá první nasazená měla na miamském Sony Ericsson Open volný los do druhého kola, v němž si poradila se švýcarskou tenistkou Patty Schnyderovou. Ve třetí fázi skončila porážkou od turnajové čtyřky Samanthy Stosurové. Po zranění stehna se na okruh vrátila stuttgartským Porsche Tennis Grand Prix, kde ji zdolala Francouzka Kristina Barroisová. Následně se odhlásila z barcelonského turnaje opět pro stehenní poranění.
V úvodním kole antukového Mutua Madrileña Madrid Open porazila Španělku Anabel Medinaovou Garriguesovou po třech setech, přestože v rozhodující sadě prohrávala 0–3 a musela odvracet mečbol. Ve druhém kole skončila na její raketě sedmá nasazená Jelena Jankovićová a ve třetím si poradila s Australankou Jarmilou Gajdošovou. Ve čtvrtfinále pak utnula její madridské působení Viktoria Azarenková. Na následující římské události Internazionali BNL d'Italia zůstala na její raketě zkušená Japonka Kimiko Dateová. Ve druhém kole ji porazila Jankovićová po hladkém průběhu.
Druhý grandslam sezóny French Open zahájila jednoznačnou výhrou nad Belgičankou Kirsten Flipkensovou. Poté již vedla 6–2 a 4–2 s turnajovou sedmnáctkou Julií Görgesovou, ale dobře rozehrané utkání ztratila. Do ženské čtyřhry na Roland Garros nastoupila s Michaëllou Krajicekovou. V první fázi turnaje si poradily s vítězkami Miami Masters Agnieszkou Radwańskou a Danielou Hantuchovovou. Poté přešly přes Parmentierovou s Mladenovicovou, ale vypadly ve třetím kole s pátou nasazenou dvojicí Viktoria Azarenková a Maria Kirilenková. Druhé finále sezóny si zahrála na kodaňském E-Boks Danish Open. Jako turnajová čtyřka postoupila do boje o titul po čtyřech třísetových zápasech. Na její raketě postupně skončily Kontová, Krajiceková, Čeng Ťie a také Chorvatka Petra Martićová nad níž již vedla 6–1 a 4–0, ale nakonec musela odehrát třetí rozhodující sadu. Ve finále ji zdolala světová jednička a obhájkyně trofeje Caroline Wozniacká. Poté odcestovala na wimbledonskou přípravu AEGON International do Eastbourne. Na úvod ji vyřadila vítězka turnaje Marion Bartoliová, přestože měla v utkání mečbol.
Z pozice třicáté první nasazené wimbledonské dvouhry nejdříve zdolala Lucií Hradeckou. Postup pro ni znamenal první výhru v All England Clubu od roku 2007. Ve druhém kole však podlehla Zakopalové ve třech sadách. Na úvod antukového Collector Swedish Open v Bastadu ji jako třetí nasazenou vyřadila Ruska Vesna Doloncová. Následně se odhlásila z turnajů v Baku a San Diegu, než se na okruh vrátila torontským Rogers Cupem. Podruhé se na něm probojovala do čtvrtfinále, když zdolala Polonu Hercogovou, Simonu Halepovou a osmou nasazenou Italku Francescu Schiavonou. Stopku jí vystavila až pozdější šampiónka Serena Williamsová. Další týden startovala na cincinnatském Western & Southern Open, kde oplatila wimbledonskou porážku Zakopalové, ale ve druhém kole podlehla čínské turnajové pětce Li Na.
Na newyorském US Open startovala v roli dvacáté sedmé nasazené. Vítězství nad Slovenkou Magdalénou Rybárikovou pro ni znamenalo první vyhraný duel ve Flushing Meadows od roku 2007. Ve druhém kole zdolala Američanku hrající na divokou kartu Madison Keysovou, ale poté skončila na raketě Moniky Niculescuové. Na Bell Challenge v Québecu byla turnajovou dvojkou. Ve druhém kole nezvládla koncovky setů a podlehla krajance Andree Hlaváčkové.
Po krátkém odpočinku se v rámci asijské části okruhu zúčastnila pekingského China Open. V první fázi ji vyřadila devátá nasazená Andrea Petkovicová. Po návratu do Evropy se probojovala do semifinále lineckého Generali Ladies Linz, kde ji přehrála Dominika Cibulková. Mezi poslední čtyři hráčky prošla i na moskevském Kremlin Cupu. Ve druhém kole porazila druhou nasazenou Polku Agnieszku Radwańskou, ale nad její síly byla Estonka Kaia Kanepiová po třísetovém průběhu.
Rok zakončila na 25. místě světové klasifikace.

### 2012: Finalistka dvouhry a titul ve čtyřhře v Charlestonu
Sezónu zahájila na Brisbane International, kde ji v úvodním kole vyřadila krajanka Iveta Benešová. Navazující Apia International Sydney přinesl výhru nad Anou Ivanovićovou. Ve druhé sadě druhého kola utkání skrečovala Světlana Kuzněcovová. Ve čtvrtfinále pak dohrála se čtvrtou nasazenou Li Na. Do melbournského Australian Open přijela jako turnajová čtyřiadvacítka. S grandslamem se rozloučila již v úvodu prohrou od Američanky Christiny McHaleové. Brány prvního kola nepřekročila ani na pařížském Open GDF Suez, kde ji zdolala devátá nasazená a vítězka turnaje Angelique Kerberová.

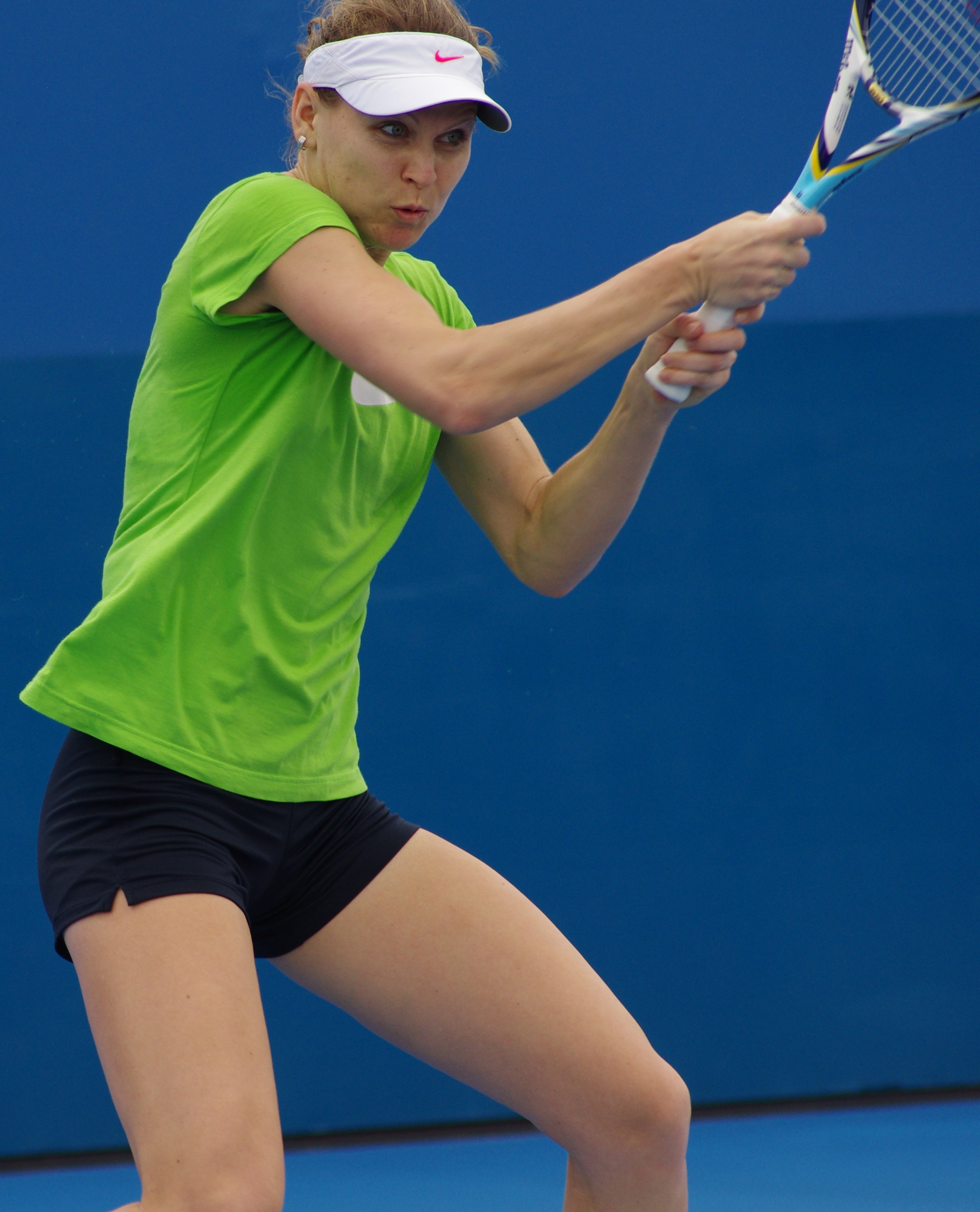
Během Brisbane International

Čtvrtfinálovou účast zaznamenala na Qatar Total Open v Dauhá. Ve druhém kole přehrála turnajovou dvojku Caroline Wozniackou a zlepšení formy potvrdila výhrou nad nasazenou čtrnáctkou Kuzněcovovou. Mezi posledními osmi byla nad její síly turnajová pětka Marion Bartoliová. Přesto si připsala 44 250 dolarů a do žebříčku 225 bodů.
Na Dubai Tennis Championships byla vyřazena ve druhém kole turnajovou čtyřkou Samanthou Stosurovou. Z pozice dvacáté třetí nasazené ve třetím kole BNP Paribas Open zdolala nasazenou desítku Francescu Schiavoneovou. Poté ji však opět zastavila Bartoliová. Na miamském Sony Ericsson Open ji po volném losu přehrála Britka Heather Watsonová. Na zelené antuce charlestonského Family Circle Cupu z kategorie Premier postoupila v roli deváté nasazené do finále. Na cestě soutěží postupně porazila Chorvatku Mirjanu Lučićovou, Kanaďanku Alaksandru Wozniakovou, čtyřku Věru Zvonarevovou a v semifinále Poloně Hercogové uštědřila dva „kanáry“. Poprvé v kariéře tak na okruhu WTA Tour neztratila v utkání ani jednu hru. Téměř stejným poměrem však ve finále podlehla Sereně Williamsové, na níž uhrála jediný gem. Titul pak získala v charlestonské čtyřhře, do níž nastoupila se stabilní spoluhráčkou Anastasijí Pavljučenkovovou. V boji o titul přehrály španělsko-kazašský pár Anabel Medinaová Garriguesová a Jaroslava Švedovová až v supertiebreaku.
Po návratu do Evropy vypadla na úvod stuttgartského Porsche Tennis Grand Prix s osmou nasazenou Li Na. Premiérový ročník Mutua Madrileña Madrid Open hraný na modré antuce znamenal postup do osmifinále. Před zahájením duelu se Šarapovovou však z turnaje odstoupila. V květnu vyhrála pražský turnaj okruhu ITF Sparta Prague Open, když ve finále zdolala Kláru Zakopalovou. Na grandslamu French Open nepotvrdila pozici turnajové dvacítky a vypadla ve druhé fázi se Španělkou Maríou José Martínezovou Sánchezovou.
Na eastbournské trávě AEGON International se probojovala přes Tímeu Babosovou a Heather Watsonovou do čtvrtfinále, v němž byla nad její síly potřetí v roce světová devítka Marion Bartoliová. Jako devatenáctá nasazená opustila Wimbledon již v prvním kole, které prohrála s Nizozemkou Kiki Bertensovou.
Nejvyšší výdělek roku 96 500 dolarů i rekordní zisk 395 bodů si připsala z montréalského Rogers Cupu. V roli turnajové šestnáctky zdolala v osmifinále australskou čtyřku Samanthu Stosurovou ve dvou zkrácených hrách a ve čtvrtfinále si poradila s Robertou Vinciovou. V semifinále ji však vystavila stopku čínská turnajová desítka Li Na, přestože ve třetí sadě již vedla 5–1 na gemy. Následně však ztratila šest her v řadě. Na poslední přípravě před Flushing Meadows, srpnovém New Haven Open at Yale, ji ve čtvrtfinále přehrála pozdější vítězka Petra Kvitová. Jako patnáctá nasazená US Open porazila Melanie Oudinovou a Aleksandru Wozniakovou. Ve třetím kole skončila na raketě ruské turnajové devatenáctky Naděždy Petrovové. V září postoupila do osmifinále tokijského Toray Pan Pacific Open, kde podlehla Šarapovov. Na turnajích v Pekingu, Linci a Moskvě dokázala vyhrát jediné utkání, když na posledním z nich zdolala 227. tenistku světa Margaritu Gasparjanovou.

### 2013: Singlový titul z Québecu a vítězka madridské čtyřhry

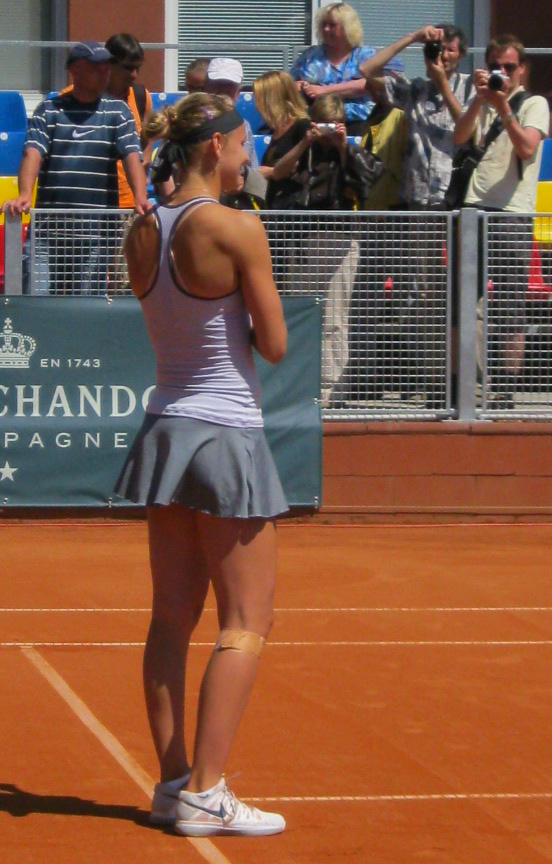
S trofejí pro vítězku turnaje Sparta Prague Open

Sezónu zahájila na Brisbane, kde ji vyřadila v prvním kole Sabine Lisická. S Anastasijí Pavljučenkovovou ovšem postoupila do čtvrtfinále čtyřhry, v němž je zastavil pár Hantuchová a Srebotniková. První kolo nedokázala pokořit ani na Apia International Sydney, kde hladce podlehla Medison Keysovéu. Ve čtyřhře nestačila s Dominikou Cibulkovou na Huberovou a Mirzaovou až v závěrečném supertiebreaku. První sezónní výhry se jako sedmnáctá nasazená dočkala na Australian Open. Na úvod přehrála Mirjanu Lučičovou Baroniovou. Poté však nezvládla koncovky obou setů proti Srbce Bojaně Jovanovské. S Pavljučenkovovou se probojovala do čtvrtfinále melbournské čtyřhry, ve kterém nestačily na pozdější finalistky Bartyovou a Dellacquovou. Cestou mezi poslední osmičku párů vyřadily Babosovou a Robsonovou, osmé nasazené Kopsovou-Jonesovou a Spearsovou a Jankovićovou a Lučićovou Baroniovou, které za stavu 2–1 duel skrečovaly. Jednalio se o její druhé čtvrtfinále v Melbourne Parku, když si první zahrála ve dvouhře Australian Open 2007.
Poté se přesunula do Paříže, kde vypadla ve čtvrtfinále s Nizozemkou Kiki Bertensovou. Ve čtyřhře se s Pavljučenkovovou probojovaly do semifinále, ale pro zranění Češky se odhlásily.
Na turnaji v Dauhá vypadla ve druhém kole s McHaleovou. Společně s Andreou Hlaváčkovou postoupily do čtvrtfinále čtyřhry. Poté vypadla v prvním kole Dubai Tennis Championships, kde opět prošly s Pavljučenkovovou mezi poslední osmičku v deblové soutěži. Ve druhém kole BNP Paribas Open v Indian Wells nestačila na Magdalénu Rybárikovou. V téže fázi skončila i na miamském Sony Open Tennis s Rominou Oprandiovou po prohraném tiebreaku třetí sady, v němž vedla 5–1. Po boku Pavljučenkovové nepřešly přes první kolo v Indian Wells a v Miami vypadly v osmifinále.

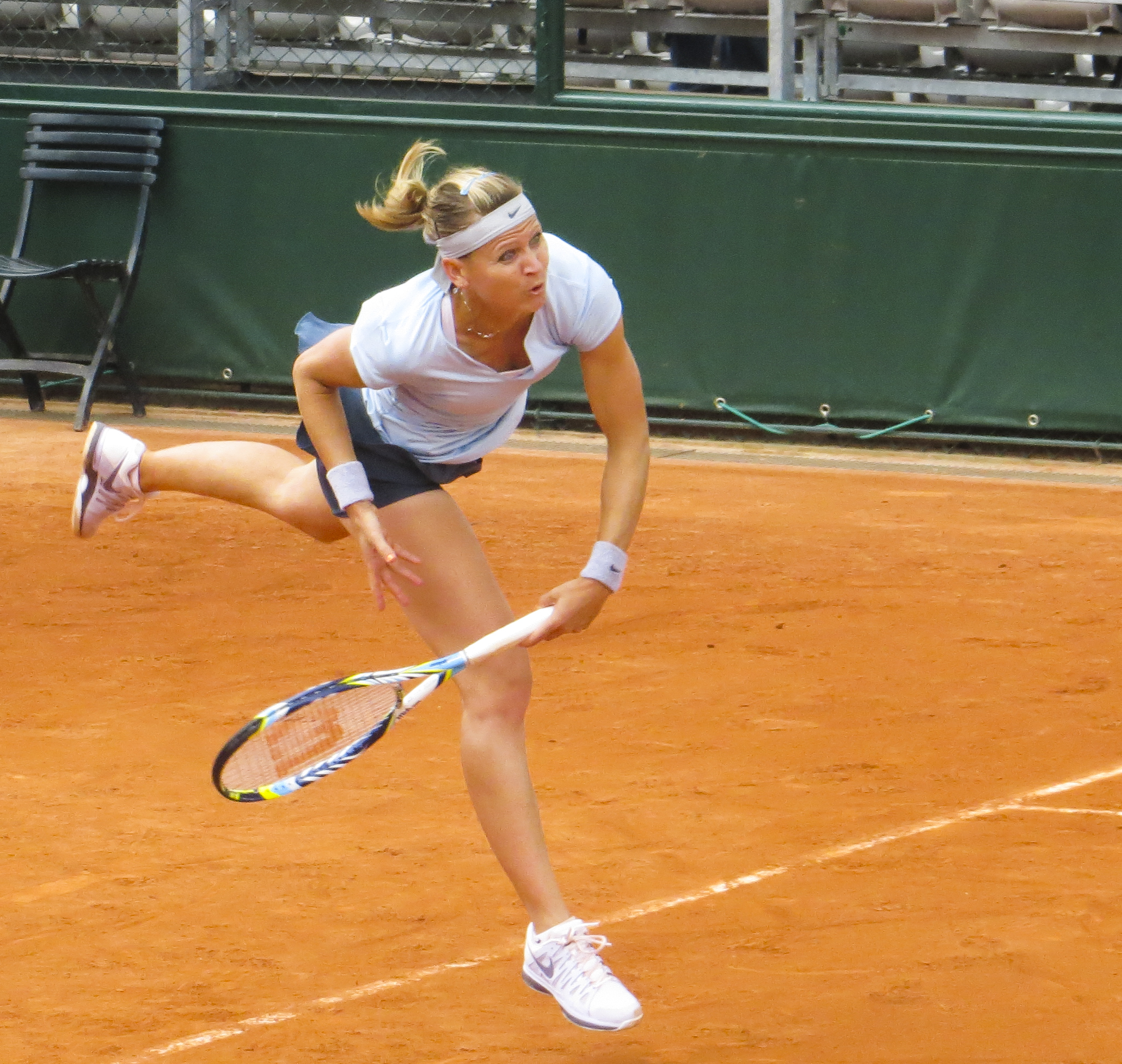
Podání v tréninku na French Open

Antukovou sezónu zahájila v Charlestonu, kde obhajovala finálovou účast ve dvouhře a dosud jediný získaný titul ze čtyřhry. V prvním kole singlu ukončila čtyřzápasovou sérii porážek, když zdolala Mirjanu Lučičovou Baroniovou. Poté udolala Soranu Cîrsteaovou. Nad její síly však ve čtvrtfinále byla světová jednička a obhájkyně titulu Serena Williamsová, s níž prohrála sedmé utkání v kariéře. V charlestonské čtyřhře hrála po boku Kristiny Mladenovicové, protože Pavljučenkovová se účastnila turnaje v Mexiku. V osmifinále vyřadily pár Petkovicová a Jankovićová, ve čtvrtfinále Kingová a Raymondová a v semifinále Bartyová a Rodionovová. Ve finále poté zdolaly nejvýše nasazený pár Hlaváčková a Huberová. Zajistila si tak premiérovou obhajobu deblového titulu.
Na antukovém Porsche Tennis Grand Prix ve Stuttgartu porazila Němku Monu Barthelovou a poté vypadla po tříhodinové bitvě s nejvýše nasazenou Marii Šarapovovou. Ve čtyřhře prohrála s Pavljučenkovovou v prvním kole. Další antukový turnaj Mutua Madrid Open znamenal porážku v úvodní fázi s Ruskou Jekatěrinou Makarovovou. V páru s Pavljučenkovovou ovšem si zahrály finále deblové soutěže, když v semifinále porazily Mladenovicovou s Voskobojevovou. V souboji o titul pak triumfovaly nad dvojicí Cara Blacková a Marina Erakovicová a získaly druhou společnou trofej. Následující týden se objevila na Sparta Prague Open, turnaji ITF v pražské Stromovce. Ve finále porazila Rumunku Alexandru Cadantuovou po třísetovém průběhu.

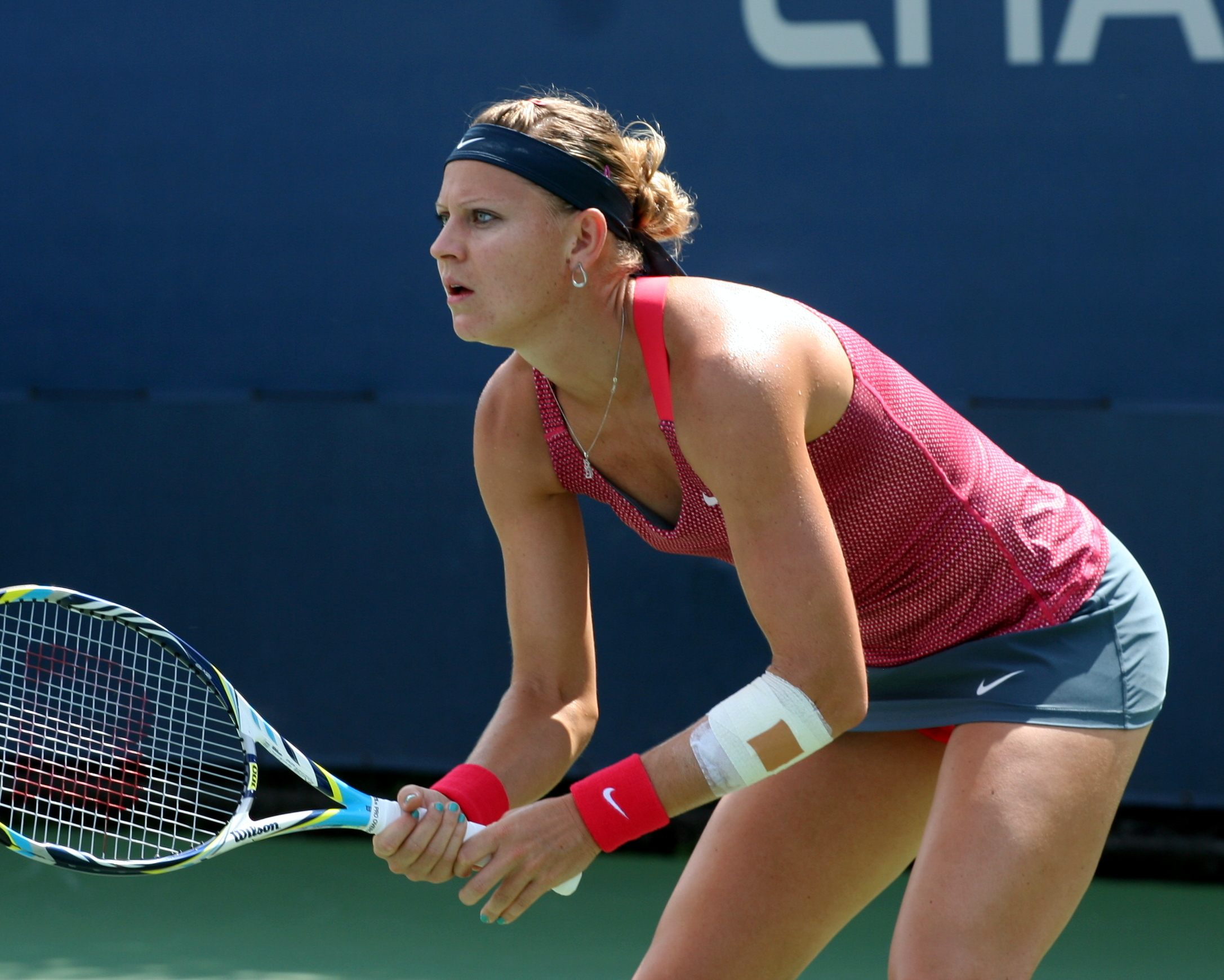
Příjem v utkání prvního kola US Open

Na druhém grandslamu sezóny, French Open, vypadla již v prvním kole. Jako nasazená pětadvacítka nestačila na Hamptonovou poměrem gemů 7–9 ve třetí sadě. Společně s Pavljučenkovovou nastoupila do čtyřhry, v níž postupně vyřadily ruský pár Věra Duševinová a Alexandra Panovová, Francouzky Caroline Garciaovou s Mathildou Johanssonovou a také sedmé nasazené Bethanii Mattekovou-Sandsovou a Sanii Mirzaovou, které ve druhé sadě utkání skrečovaly pro zranění americké tenistky. V boji o první grandslamové semifinále prohrály se třetími nasazenými Naděždou Petrovovou a Katarinou Srebotnikovou. Na Nürnberger Versicherungscupu se probojovala do semifinále přes Polonu Hercogovou. V něm podlehla Simoně Halepové ve třech setech .
Na trávě AEGON International v Eastbourne na úvod zdolala Kláru Zakopalovou, ale ve čtvrtfinále vypadla s americkou kvalifikantkou a pozdější finalistkou Jamie Hamptonovou. Ve Wimbledonu skončila ve druhé fázi na raketě hráčky z druhé stovky žebříčku Karin Knappové. Následovaly porážky v prvních kolech na letních akcích Budapest Grand Prix, Rogers Cupu a Western & Southern Open. První vítězný zápas od června tak vybojovala až na US Open s Ukrajinkou Lesjou Curenkovou. Ve druhém kole však nestačila na desátou nasazenou Vinciovou ve třech setech. V září vybojoval pátý singlový titul, a první po pěti letech, když triumfovala na quebeckém Challenge Bell. V roli turnajové trojky ztratila jediný set v semifinále proti Eugenii Bouchardové. Ve finále přehrála Marinu Erakovicovou.
Na asijských Toray Pan Pacific Open a China Open dohrála ve čtvrtfinále. Na prvním z nich ji vyřadila světová osmička Wozniacká a na druhém jedenáctka Jelena Jankovićová, vždy po třísetovém průběhu. Sezónu zakončila jako pátá nasazená na halovém BGL Luxembourg Open, kde po výhře nad Pcheng Šuaj skončila na raketě německé teenagerky Anniky Beckové. V konečné klasifikaci WTA figurovala na 29. příčce

### 2014: Semifinalistka Wimbledonu a deblová šampionka v Sydney
Novozélandskou a australskou část sezóny odehrála s nevýraznými výkony. Na aucklandském ASB Classic ji jako šestou nasazenou na úvod zastavila Japonka Ajumi Moritová. Mezi poslední osmičkou Apia International Sydney podlehla světové šestce Petře Kvitové. Během roku se obě fedcupové spoluhráčky utkaly pětkrát. Vždy vítězně ze zápasů vyšla Kvitová, která tak navýšila vzájemný poměr utkání na 6–0.

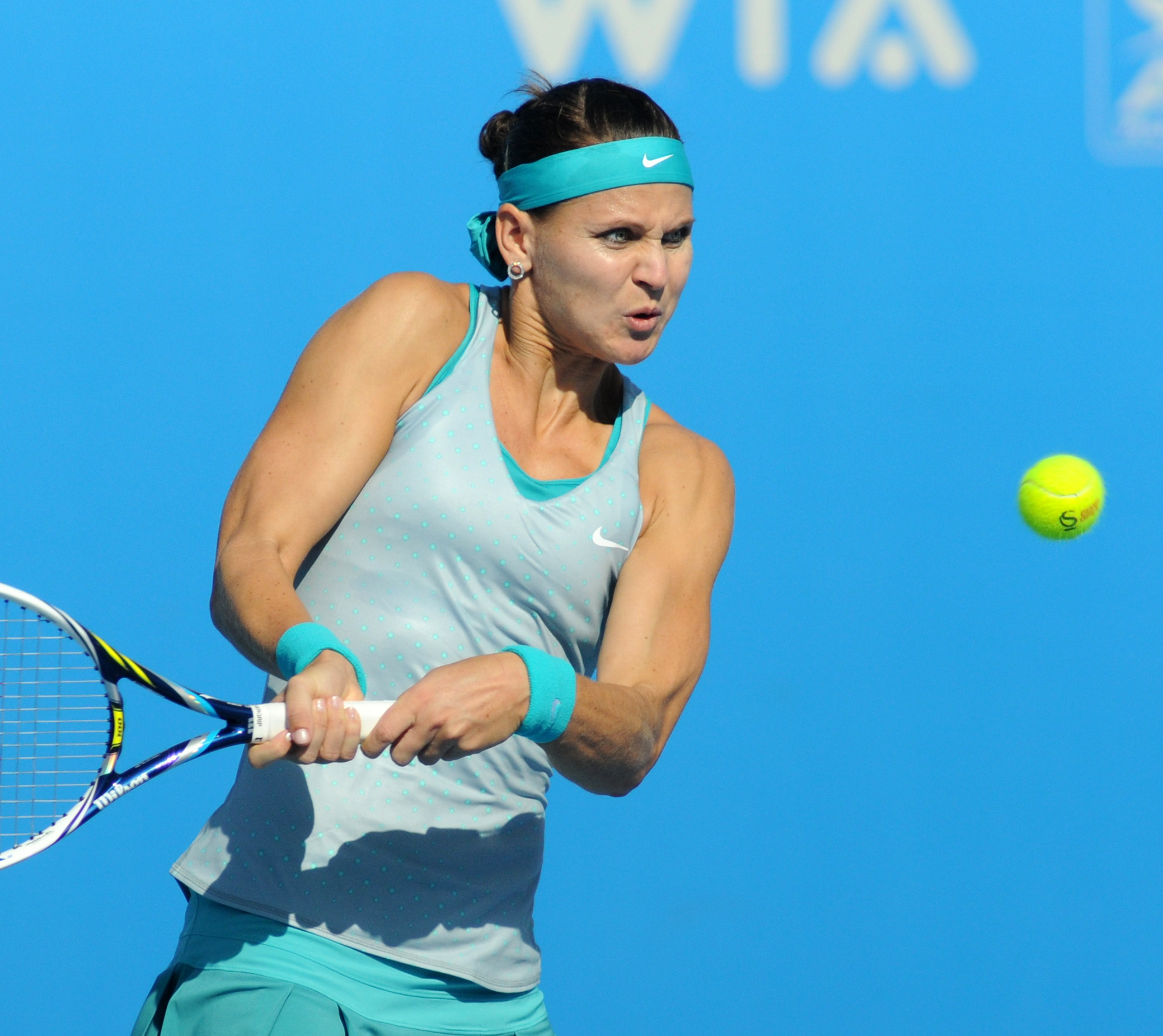
Bekhend na China Open

Australian Open pro ni znamenal, po třísetových výhrách nad Julii Gluškovou a Hradeckou, stopku ve třetím kole, v němž nestačila na pozdější vítězku melbournského grandslamu Li Na. V utkání přitom neproměnila za stavu 6–1 a 6–5 mečbol, když minula lajnu. Po duelu sdělila: „Dovedete si představit, jak mi je. Byla jsem pár centimetrů od úžasného úspěchu. Taková porážka bolí nejvíc.“ Na arabském Qatar Total Open ji ve třetím kole zastavila Kvitová a na navazujícím Dubai Tennis Championships odešla poražena ve druhé fázi od sedmé hráčky žebříčku Jeleny Jankovićové.
Na březnových BNP Paribas Open a Sony Open Tennis z kategorie WTA Premier Mandatory, se probojovala do třetích kol. V nich podlehla favoritkám Halepové a Šarapovové. Druhé čtvrtfinále roku si zahrála na zelené antuce Family Circle Cupu v Charlestonu. Po výhře nad světovou devatenáctkou Samanthou Stosurovou nezvládla zápas se čtyřicátou ženou klasifikace Andreou Petkovicovou. Na halovém Porsche Tennis Grand Prix na úvod vypadla po třísetové bitvě s pozdější šampionkou a světovou devítkou Šarapovovou, když všechny sety rozhodla až zkrácená hra. Ve třetí fázi květnového Mutua Madrid Open ji opět zdolala Kvitová. Na pařížský French Open přijížděla v pozici 23. nasazené tenistky. V úvodních kolech na její raketě skončily Mandy Minellaová, Casey Dellacquová i světová dvanáctka Ana Ivanovićová. Mezi poslední šestnáctkou však nenašla recept na Světlanu Kuzněcovovou.
Travnatou část roku rozehrála dvěma porážkami v prvních kolech. Na AEGON Classic v Birmingamu byla jako pátá nasazená vyřazena pozdější finalistkou Barborou Záhlavovou-Strýcovou, které patřila 62. příčka klasifikace. AEGON International znamenal čtvrtou porážku od Kvitové, tentokrát až v tiebreaku rozhodující sady.

#### Wimbledonské semifinále

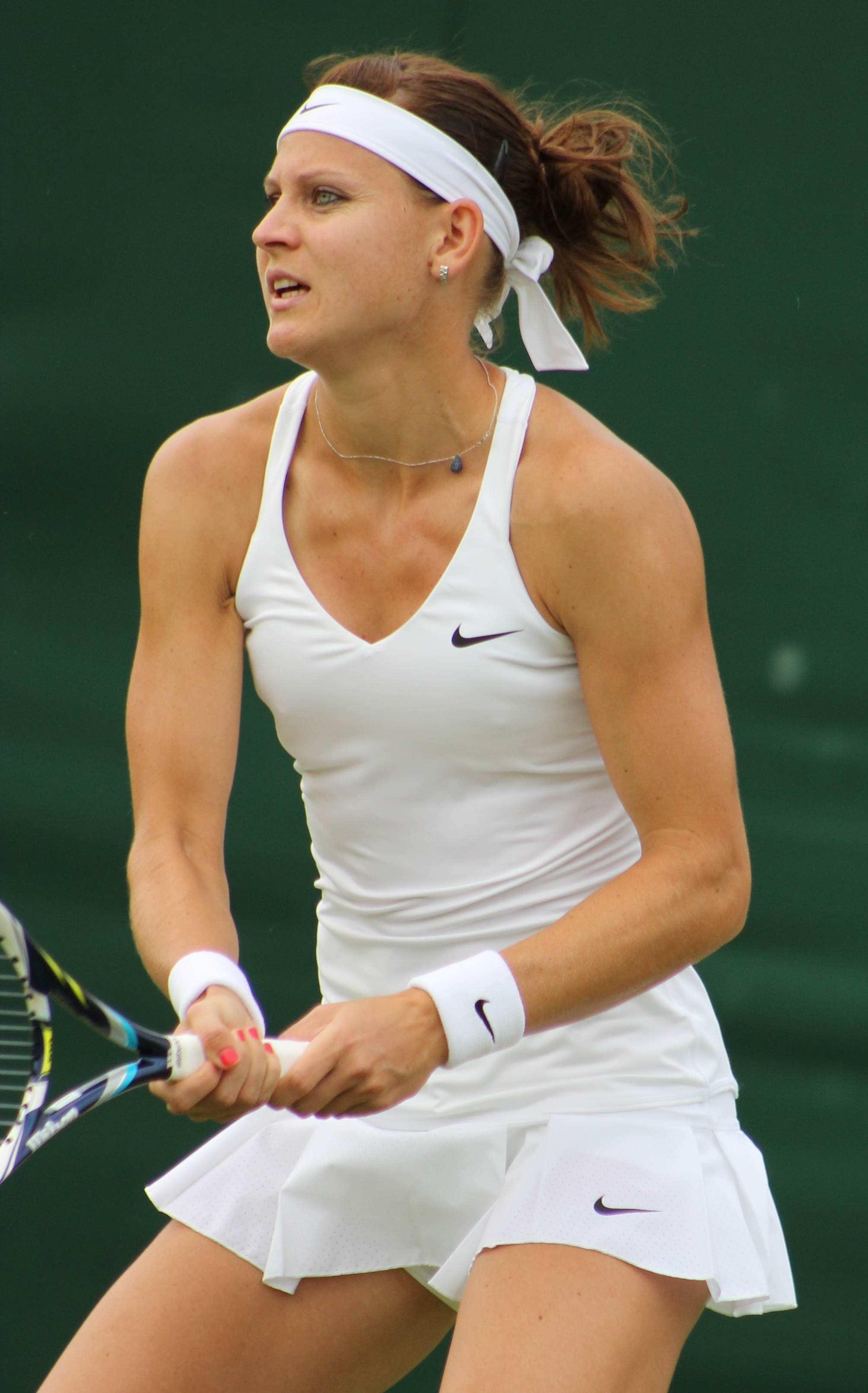
Ve Wimbledonu 2014 si poprvé zahrála grandslamové semifinále

Bez sezónní výhry na trávě zavítala do Wimbledonu, na kterém se probojovala do svého prvního grandslamového semifinále kariéry. Cestou pavoukem neztratila žádný set. V roli turnajové třiadvacítky na její raketě postupně skončily Julia Görgesová, Polona Hercogová, desátá nasazená Dominika Cibulková, kvalifikantka Tereza Smitková a ve čtvrtfinále Ruska Jekatěrina Makarovová, která jí dokázala odebrat pouze čtyři gemy. Výhru okomentovala jako nejkrásnější okamžik celé kariéry, když uvedla: „Byl to ten nejkrásnější okamžik, jaký jsem s tenisem zažila. Naposledy jsem na kurtu plakala štěstím, když jsme vyhrály Fed Cup. A za sebe sama ještě nikdy. Byl to úplně úžasný pocit.“
Vzájemný duel mezi Kvitovou a Šafářovou znamenal historicky první české semifinále dvouhry na Grand Slamu. Naposledy předtím se dvě Češky, Helena Suková a Hana Mandlíková, probojovaly do semifinále na French Open 1986, kde však obě nastoupily jako zástupkyně československého tenisu proti Američankám. Šestá nasazená Kvitová po vítězství na adresu krajanky sdělila: „Lucka tady hrála svůj nejlepší tenis v životě. Opravdu si zasloužila být v semifinále a upřímně si myslím, že první set jsem byla horší hráčkou na kurtu … Obě jsme byly nervózní. Věděly jsme, co od sebe můžeme čekat, a já byla tou šťastnější.“

#### Americké betony a podzimní část
Na dvorce se vrátila na přelomu července a srpna washingtonským Citi Open, kde z pozice světové sedmnáctky startovala jako nejvýše nasazená. Roli favoritky však nezvládla, když na úvod podlehla Kristině Mladenovicové. Další týden skončila v osmifinále Rogers Cupu porážkou od světové jedničky Sereny Williamsové.

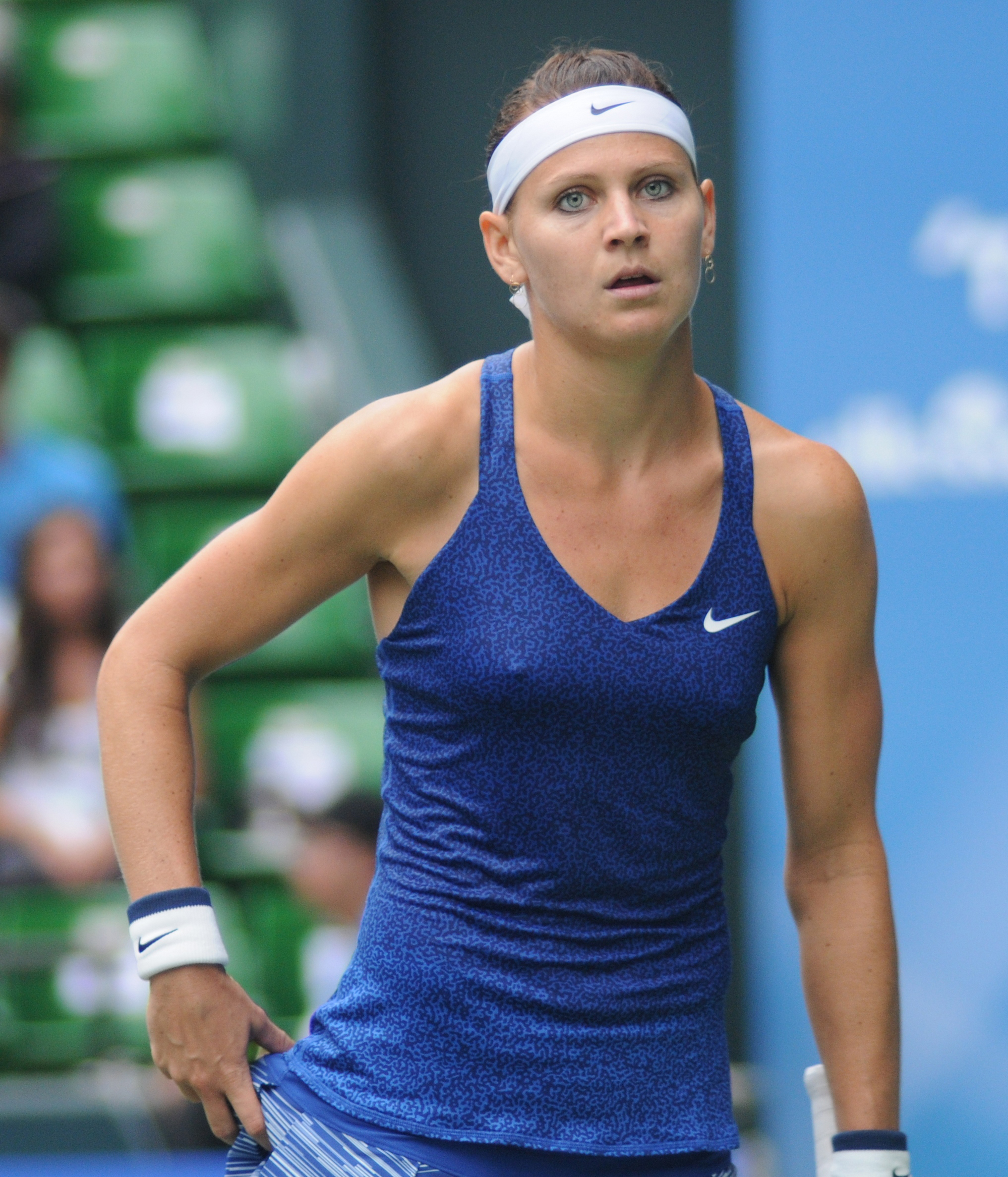
Během Toray Pan Pacific Open 2014

V prvním kole cincinnatského Western & Southern Open přešla přes Venus Williamsovou, aby ji opět mezi poslední šestnáctkou vyřadila druhá tenistka žebříčku Simona Halepová. Kariérní maximum dosáhla na US Open, kde se přes Alizé Cornetovou poprvé probojovala do čtvrtého kola. V něm byla nad její síly 39. žena klasifikace Pcheng Šuaj.
Jako světová patnáctka startovala na asijských turnajích. Tokijský Toray Pan Pacific Open znamenal vítězství nad Madison Keysovou i Švýcarkou Belindou Bencicovou. Následovalo však čtvrtfinálové vyřazení od třetí nasazené Any Ivanovićové. Na premiérovém ročníku Wuhan Open kategorie Premier 5 ji v prvním kole vystavila stopku Sabine Lisická. Pekingský China Open, největší asijský turnaj sezóny, pro ni představoval osmifinálovou prohru od Sereny Williamsové ve třech setech.
V polovině října startovala jako čtvrtá nasazená na Kremlin Cupu v Moskvě. Ve druhém kole přešla přes Světlanu Kuzněcovovou. Další duel proti 61. hráčce světové klasifikace Irině-Camelii Beguové nezvládla. Sezónu zakončila jako členka vítězného týmu Češek ve finále Fed Cupu proti Německu 3:1 na zápasy, když k titulu přispěla bodem z otevírací dvouhry proti světové desítce Angelique Kerberové. Sezónu završila 16. příčkou na žebříčku dvouhry, dosud nejlepším konečným umístěním v profesionální dráze.

### 2015: Vítězka Qatar Open, finalistka French Open a dva grandslamy ve čtyřhře

#### Vítězka ženské čtyřhry na Australian Open

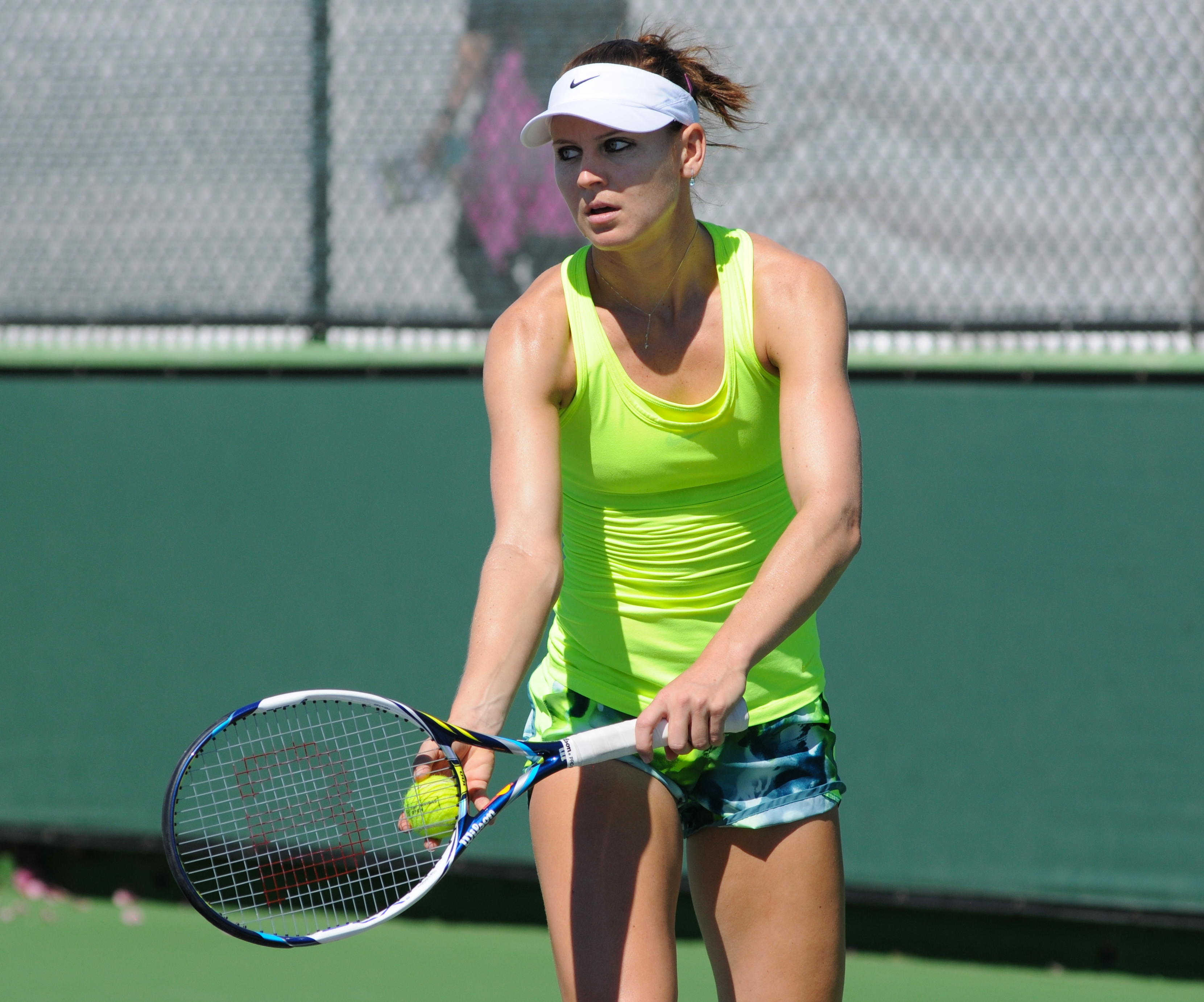
Indian Wells Masters 2015 znamenal vyřazení ve 3. kole

Na úvod sezóny potřetí startovala na Hopmanově poháru. Český tým vytvořila s Adamem Pavláskem. Prvním inividuálním turnajem se stal Apia International Sydney, kde skončila v prvním kole na raketě Samanthy Stosurové. Jako turnajová šestnáctka vstupovala do dvouhry na Australian Open. Úvodní zápas proti Jaroslavě Švedovové prohrála po vyrovnaném průběhu až 6–8 ve třetí sadě.
V Melbourne získala premiérový grandslamový titul, když s Američankou Bethanii Mattekovou-Sandsovou, s níž hrála první společný turnaj, vyhrály ženskou čtyřhru. Ve druhém kole zdolaly turnajové desítky Babosovou s Mladenovicovou, ve třetím sedmičky Garciaovou se Srebotnikovou a konečně ve čtvrtfinále přehrály třetí nasazené Makarovovou s Vesninovou. V semifinále je nezastavil ani německý pár Görgesová a Grönefeldová. V boji o titul pak zdolaly tchajwansko-čínskou dvojici, turnajové patnáctky Čan Jung-žan a Čeng Ťie. Šafářová se tak stala první českou vítězkou Australian Open od roku 1995.

#### Triumfy na Qatar Total Open a ve Stuttgartu
Na obnoveném turnaji Fortis Diamond Games v Antverpách došla do čtvrtfinále, v němž ji poprvé na okruhu porazila Karolína Plíšková. V navazujícím turnaji Dubai Tennis Championships skončila v téže fázi, i se stejnou soupeřkou – Karolínou Plíškovou.

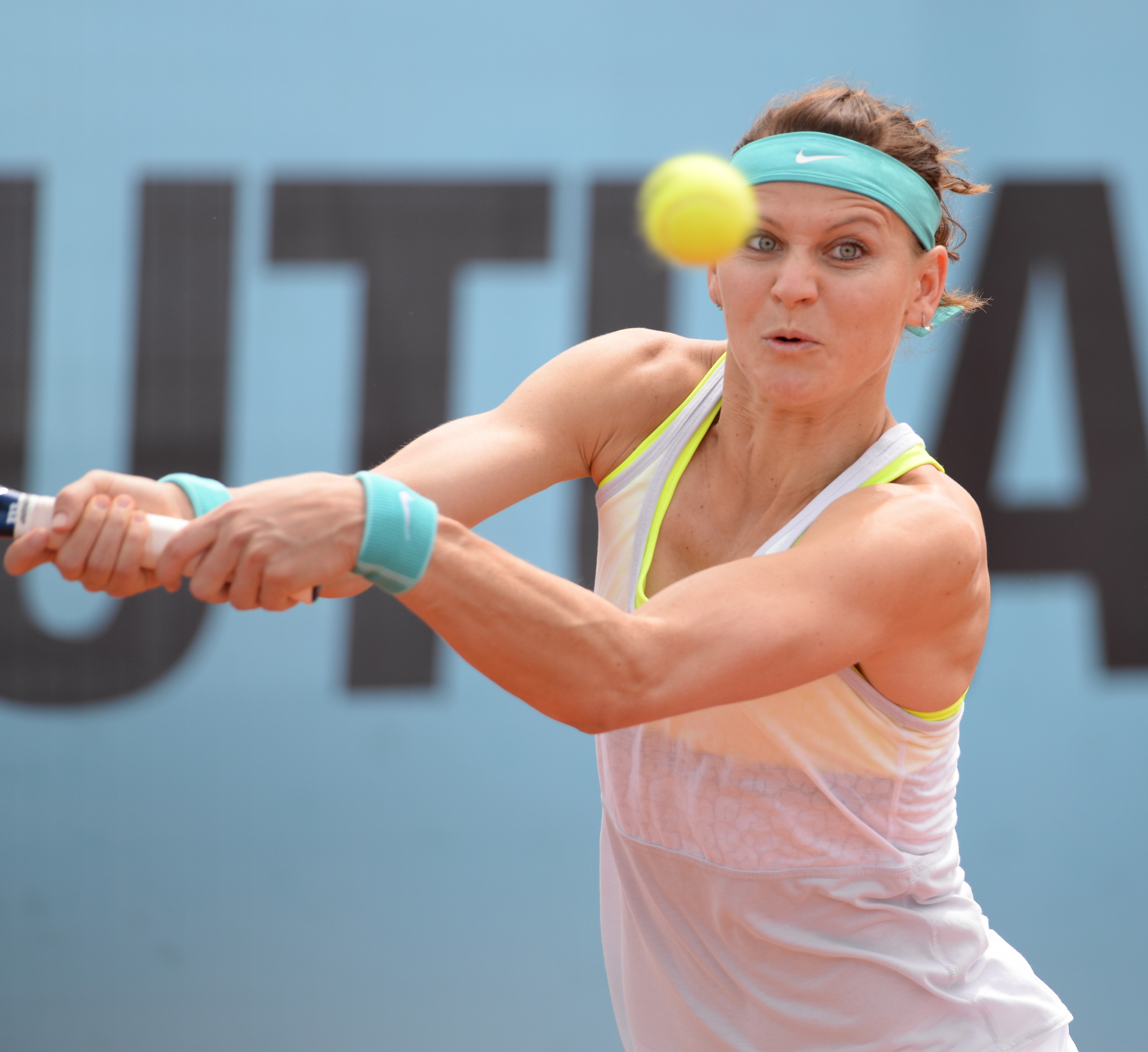
Bekhend na Rome Masters

Druhý vrchol sezóny pro ni přišel na Qatar Total Open, kde z pozice nenasazené hráčky celý turnaj vyhrála. Nejprve oplatila lednovou porážku Stosurové, aby poté zvládla zápasy s turnajovou pětkou Makarovovou, šestkou Andreou Petkovicovou i devítkou Carlou Suárezovou Navarrovou. Ve finále na její raketě skončila Běloruska Viktoria Azarenková, hrající na divokou kartu. Výhra pro ni představovala šestý titul ve dvouhře na okruhu WTA Tour a vůbec první v kategorii Premier. Výhrou proti Azarenkové přerušila sérii šesti vzájemných porážek. V následné pondělní aktualizaci žebříčku WTA z 2. března 2015 se posunula na své dosavadní kariérní maximum, když figurovala těsně za elitní desítkou na 11. místě.
Na březnovém BNP Paribas Open skončila ve třetím kole s Elinou Svitolinovou po nezvládnutých koncovkách obou setů. V úvodním zápase Miami Open překvapivě, z pozice desáté nasazené, prohrála se Švédkou Johannou Larssonovou.
V dubnu zamířila na halový turnaj Porsche Tennis Grand Prix, kde ji ve druhém kole vyřadila pozdější finalistka a světová pětka Caroline Wozniacká. S Mattekovou-Sandsovou vybojovaly druhý společný turnajový triumf sezóny ve stuttgartské čtyřhře po finálové výhře nad dvojicí Garciaová a Srebotniková.
Na J&T Banka Prague Open byla druhou nasazenou tenistkou. V prvním kole však podlehla 65. hráčce žebříčku WTA Tereze Smitkové ve třech setech. Na Mutua Madrid Open postoupila přes Vinciovou do čtvrtfinále. Tam ovšem nenašla recept na Světlanu Kuzněcovovou. Po těsné porážce v tiebreaku rozhodují sady odjela na římský turnaj Internazionali BNL d'Italia. Zde skončila ve druhém kole na raketě rumunské kvalifikantky z osmé desítky žebříčku WTA Alexandry Dulgheruové po prohraném tiebreaku rozhodující sady.

#### French Open – nejlepší Grand Slam kariéry

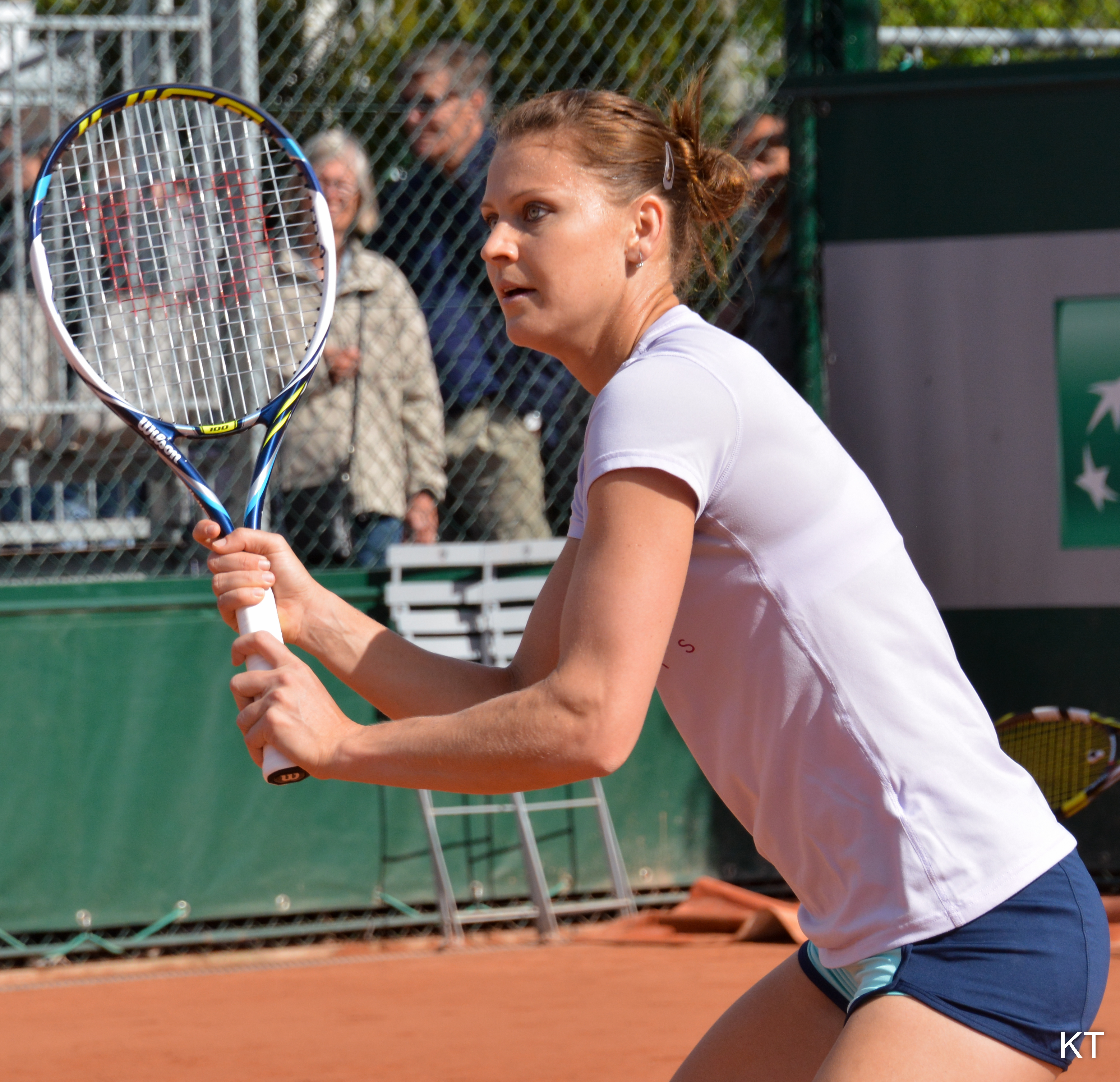
Během French Open 2015

Do dvouhry French Open vstupovala v roli turnajové třináctky. Ve dvou setech vyhrála nad Ruskou Pavljučenkovovou, Japonkou Naraovou i Němkou Lisickou. V osmifinále vyřadila obhájkyni titulu Marii Šarapovovou a snížila pasivní bilanci vzájemných zápasů na 2–4. Jednalo se o její třetí vítězství nad hráčkou, která figurovala na druhém místě žebříčku WTA. Ve čtvrtfinále si poradila s 21. nasazenou Španělkou Garbiñe Muguruzaovou. Mezi poslední čtveřicí hráček zdolala turnajovou sedmičku a pařížskou šampionku z roku 2008 Anu Ivanovićovou, když otočila průběh úvodní sady ze stavu 2–5 na gemy. Po výhře se probojovala do finále a po 34 letech se stala první českou finalistkou dvouhry na Roland Garros, když navázala na Hanu Mandlíkovou.
V boji o svůj premiérový grandslamový titul z dvouhry podlehla světové jedničce Sereně Wiliamsové po dramatickém průběhu. Američanka vyhrála první set hladce 6–3. Ve druhém setu promarnila šanci dohrát zápas při vedení 4–1 a 40:15 na servisu. Šafářová danou hru otočila a následně dohnala ztrátu dvou brejků. Favoritka podávala za stavu 6–5 opět na vítězství v zápase. Češka se přesto nevzdala a set vyhrála v tiebreaku poměrem míčů 7:2. Ve třetím dějství dokonce na úvod prolomila soupeřčino podání a ujala se vedení 2–0. Dalších šest gemy však patřilo Američance. Šafářová se tak svého prvního grandslamového triumfu ve dvouhře nedočkala.
Den po dohrání dvouhry se představila i ve finále ženské čtyřhry, kde s Američankou Bethanií Mattekovou-Sandsovou z pozice turnajových sedmiček přehrály dvanáctou nasazenou australsko-kazašskou dvojici Casey Dellacquová a Jaroslava Švedovová. Jako sedmý pár otevřené éry tak ovládly Australian Open i French Open během jediné sezóny.
V klasifikaci dvouhry z 8. června 2015 Šafářová poprvé figurovala v elitní světové desítce jako 112. hráčka od jejího zavedení, když jí patřilo 7. místo. Premiérově také pronikla do první desítky deblového žebříčku, a to až na 5. příčku.

#### Letní část
Na eastbournském AEGON International startovala jako turnajová trojka. Po volném losu však ve druhém kole nestačila na Slovenku Dominiku Cibulkovou ve dvou setech.

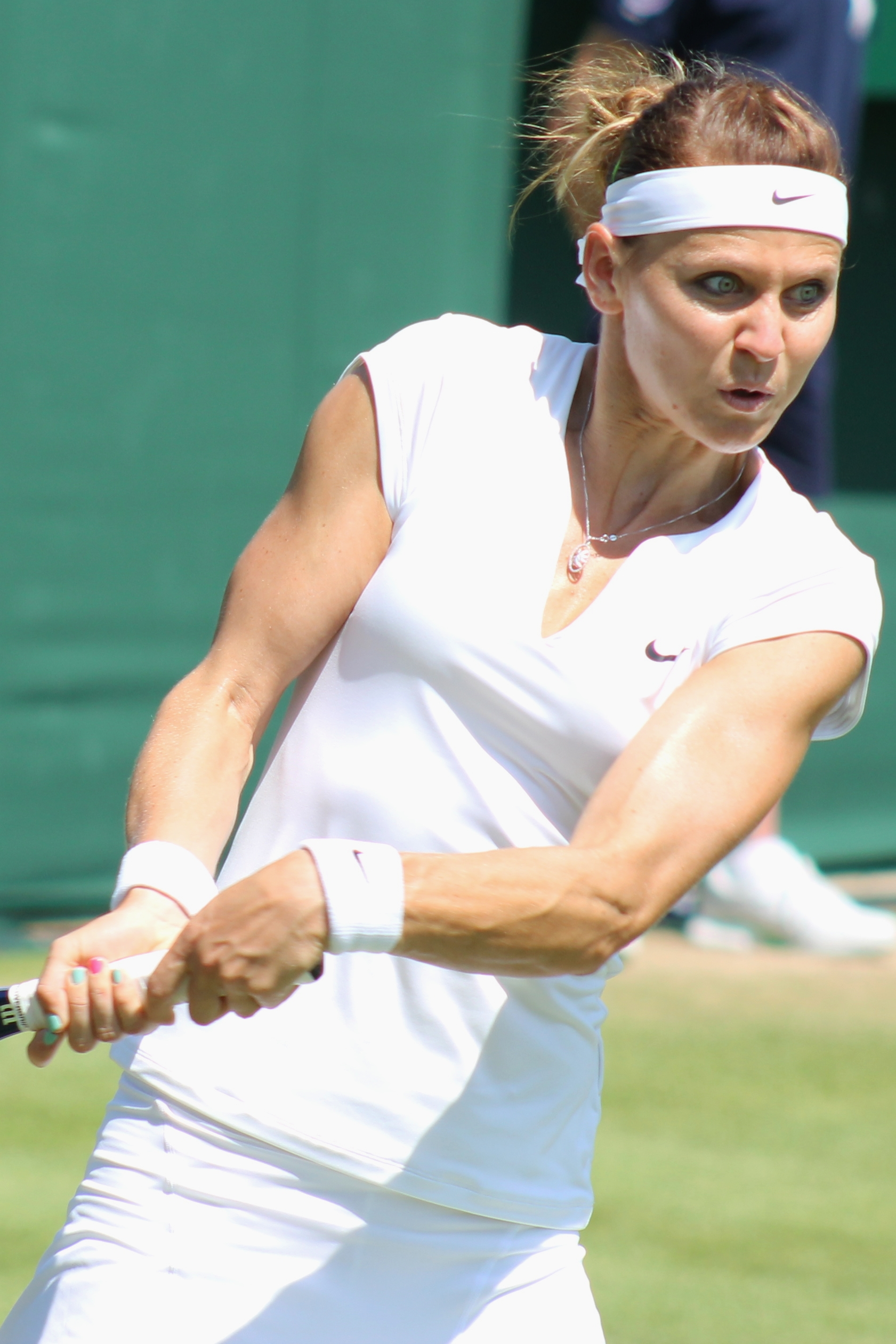
Bekhend ve Wimbledonu 2015

Do Wimbledonu byla nasazena jako číslo šest a v prvním kole si poradila se 44. hráčkou světového žebříčku, Američankou Alison Riskeovou, kterou porazila ve třech setech. Ve druhém kole zdolala tchajwanskou kvalifikantku Sie Šu-wej. Přes Sloane Stephensovou prošla do osmifinále, v němž nezvládla tiebreakové koncovky obou setů s americkou 47. hráčkou žebříčku Coco Vandewegheovou. Ve wimbledonské čtyřhře dohrála s Mattekovou-Sandsovou ve čtvrtfinále, kde nestačily na pátý nasazený pár Raquel Kopsová-Jonesová a Abigail Spearsová ze Spojených států. Byla to první společná porážka na grandslamech v probíhající sezóně.

#### Deblová výhra na Canada Masters a finalistka v New Havenu
Severoamerickou tenisovou sezónu na betonech zahájila srpnovým Canada Masters v Torontu, kde jako sedmá nasazená nestačila po volném losu v 1. kole ve třech setech na Rusku Darju Gavrilovovou, i když vedla 6–3, 5–4 a 30:0 při svém podání. V torontské čtyřhře vybojovala s Mattekovou-Sandsovou čtvrtý společný titul, když ve finále hladce zdolaly francouzsko-slovinské turnajové trojky Caroline Garciaovou s Katarinou Srebotnikovou. Výhrou si zajistily účast na závěrečném Turnaji mistryň a současně se dostaly do čela průběžného žebříčku dvojic. Jako čtvrtá nasazená zavítala na Connecticut Open do New Havenu. Ve čtvrtfinále přehrála Dominiku Cibulkovou až v závěru rozhodující sady poměrem 7–5. Po semifinálové výhře nad ukrajinskou kvalifikantkou Lesjou Curenkovou na ni v boji o titul čekala obhájkyně Petra Kvitová. Přestože se po zvládnutém tiebreaku ujala vedení, další dvě sady ztratila a ani v sedmém vzájemném zápase českou jedničku a světovou pětku neporazila.
O tři dny později ji v úvodním kole US Open vrátila čerstvou porážku Lesja Curenková. Šafářová však utrpěla v newhavenském finále zranění břišního svalu, které ji podle jejích slov limitovalo ve hře, zejména na servisu. V následné aktualizaci žebříčku WTA ze 14. září přesto dosáhla kariérního maxima, když poprvé figurovala v elitní světové pětce na 5. místě za čtvrtou Kvitovou. Stejně tak se poprvé podívala do nejlepší pětky deblové klasifikace na 4. místo.

#### Herní výpadek a dvojitá účast na Turnaji mistryň
V polovině září byla týden hospitalizována ve Fakultní nemocnici Brno pro bakteriální infekci, která se přidružila k poranění břišního svalu. Po vynechání Toray Pan Pacific Open i povinného China Open se na okruh vrátila druhý říjnový týden lineckým Generali Ladies Linz. V roli nejvýše nasazené však dohrála v úvodním kole, když podlehla Andreee Mituové. Jako turnajová trojka zavítala na navazující Kremlin Cup do Moskvy, kde po volném losu nestačila na jednu z nejbližších přítelkyň na okruhu a obhájkyni titulu Anastasiji Pavljučenkovovou.
Přes podzimní část bez výhry se poprvé v kariéře dokázala kvalifikovat na závěrečný Turnaj mistryň ve dvouhře. Již dříve si zajistila start ve čtyřhře. K singlové účasti jí dopomohlo odstoupení světové jedničky Sereny Williamsové. Španělka Suárezová Navarrová se potřebovala probojovat do moskevského finále, ale překvapivě nezvládla čtvrtfinálový duel s kvalifikantkou Kasatkinovou. Také druhá adeptka na poslední volné místo, Švýcarka Timea Bacsinszká, dohrála již v prvním kole lucemburské události. Světová devítka Šafářová tak získala letenku do Singapuru tři dny před rozehráním 22. října. V základní skupině Turnaje mistryň podlehla světové trojce Muguruzaové a poosmé v kariéře Kvitové. Týmové kolegyni pomohla k postupu do semifinále, když v závěrečném duelu zdolala Angelique Kerberovou bez ztráty setu. Skončila tak před ní na třetím místě.
Sezónu zakončila poprvé v kariéře mezi elitní světovou desítkou, a to v obou klasifikacích. Ve dvouhře figurovala na 9. příčce a ve čtyřhře na 4. pozici.

### 2016: Šampionka z Prahy a deblová trofej na US Open

#### Australská absence
Na úvodní australskou část sezóny, jako členka obou elitních světových desítek, neodcestovala pro bolestivost kloubů a pokračující rekonvalescenci po podzimní bakteriální infekci. Ke zdravotnímu stavu uvedla: „Léčení se v posledních dnech zkomplikovalo, a tak jsem nemohla absolvovat tréninky, které by mi umožnily odletět na turnaje do Austrálie kvalitně připravena. Proto jsem se rozhodla odhlásit se, nezatěžovat organismus cestováním a soustředit se na doléčení a postupnou rekonvalescenci.“ Ve dvouhře Australian Open přitom obhajovala pouze 10 bodů.

#### Návrat na dvorce a deblový triumf z Miami Masters
Na tenisový okruh se vrátila ve druhé polovině února Qatar Total Open, kde obhajovala titul. Během rekonvalescence vypadla z první desítky a do Dauhá přijížděla jako světová dvanáctka a sedmá nasazená. Po volném losu však nestačila na 162. tureckou ženu žebříčku Çağlu Büyükakçay, startující na divokou kartu, když nezvládla tiebreaky obou setů.
Další prohru v prvním zápase zaznamenala na BNP Paribas Open, kde ji po volném losu zastavila kazašská 72. tenistka klasifikace Jaroslava Švedovová ve dvou sadách. Sérii porážek neprolomila ani na navazujícím Miami Open, na němž jako turnajová jedenáctka nenašla recept na Belgičanku Yaninu Wickmayerovou. Z deblové miamské soutěže však s Bethanií Mattekovou-Sandsovou, při jejich prvním obnoveném startu, vybojovala titul. Na úvod přehrály americký pár Stephensová a Keysová, poté je nezastavily ani Rusky Kasatkinová s Vesninovou a ve třetím krajanky Hlaváčková s Hradeckou. V semifinále dominovaly nad čínskou dvojicí Sü I-fan a Čeng Saj-saj, jejíž členky získaly pouze tři gamy. Po finálovém vítězství nad maďarsko-kazašskými turnajovými čtyřkami Tímeou Babosovou s Jaroslavou Švedovovou si připsala devátý triumf ze čtyřhry. Poslední jarní událostí na americkém kontinentu se stal charlestonský Volvo Car Open, kde v roli čtvrté nasazené vypadla po volném losu s americkou 126. hráčkou žebříčku Louisou Chiricovou. Ta obdržela divokou kartu od pořadatelů. S Mattekovou-Sandsovou byly nejvýše nasazenými v deblové části turnaje. Po třech výhrách prošly do finále, v němž skončily na raketách francouzského páru Caroline Garciaová a Kristina Mladenovicová. Antukový Stuttgart Open přinesl další prohru v prvním zápase, přestože s krajankou Karolínou Plíškovou svedla vyrovnaný boj, v němž rozhodlo až prohrané podání v závěru třetího dějství.

#### Pražský titul

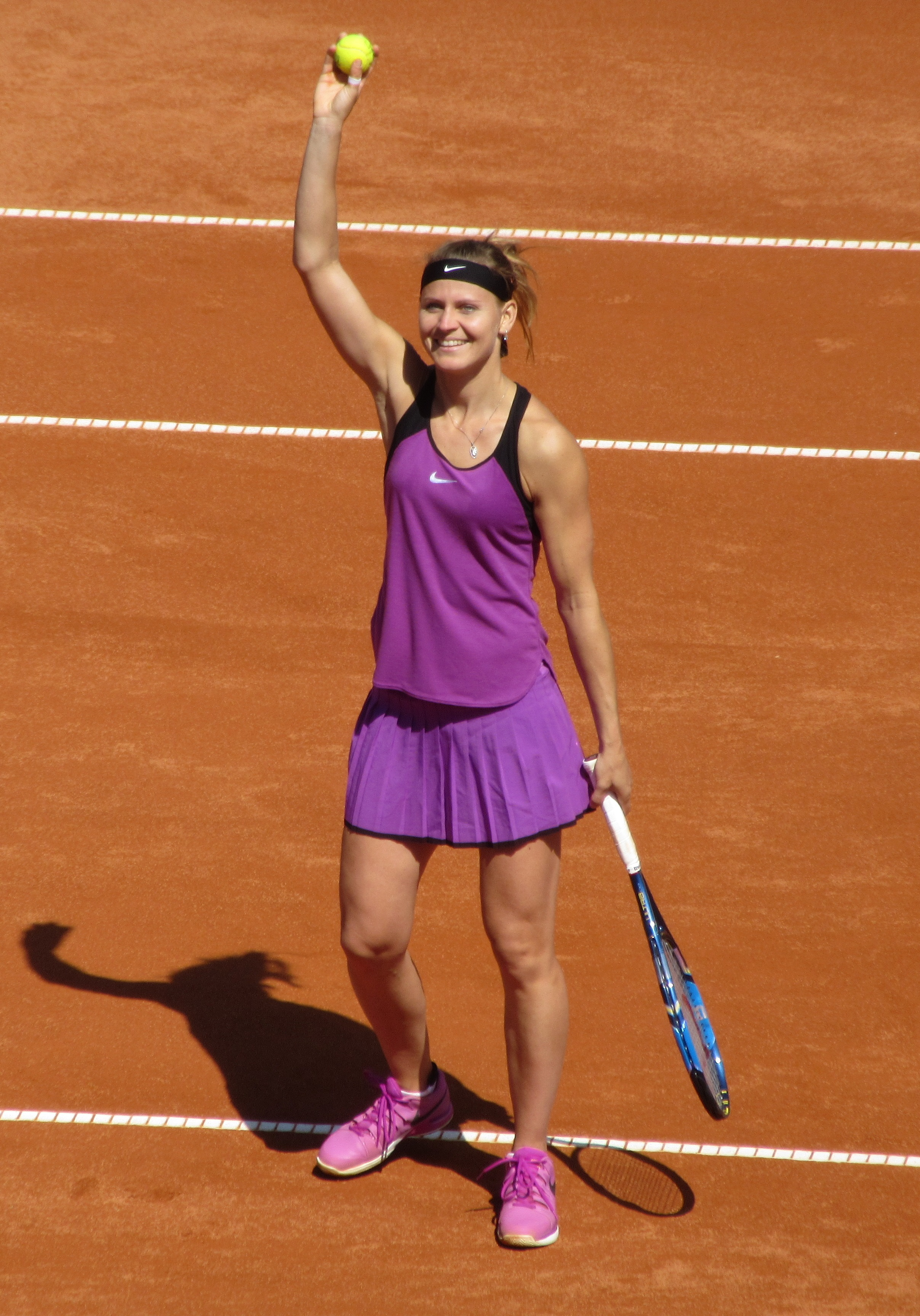
Sedmou singlovou trofej na okruhu WTA Tour Šafářová vybojovala na J&T Banka Prague Open

Vůbec první vítězný zápas v probíhající sezóně přišel na dubnovém J&T Banka Prague Open, když dohnala ztrátu úvodní sady proti Kolumbijce Marianě Duqueové Mariñové. Z pozice turnajové dvojky pokračovala na „vítězné vlně“ proti Hradecké, která ve druhém setu skrečovala pro zablokovaný krk. Ve čtvrtfinále ji nezastavila ani Tchajwanka Sie Šu-wej, figurující na 78. pozici žebříčku a v semifinále oplatila čerstvou prohru obhájkyni titulu a světové osmnácté Karolíně Plíškové. Ve finálovém duelu přehrála turnajovou čtyřku Samanthu Stosurovou z Austrálie po třísetovém průběhu. Dosáhla tak na sedmou singlovou trofej okruhu WTA Tour.
Z Mutua Madrid Open po vítězství nad Američankou Coco Vandewegheovou odstoupila pro žaludeční potíže. Ve druhé fázi se měla po třech dnech od pražského finále střetnout opět se Stosurovou. Na následném Internazionali BNL d'Italia v Římě nejprve porazila Italku Francesku Schiavoneovou, se kterou tak vylepšila vzájemnou bilanci na čtyři vítězné zápasy za sebou, ale v další fázi byla nad její japonská tenistka Misaki Doiová, již podlehla ve dvou setech. Vyvrcholením antukové sezóny bylo French Open, kam přijela jako obhájkyně finále ženské dvouhry a vítězka čtyřhry. V singlové soutěži jako jedenáctá nasazená nedala na úvod šanci Rusce Vitaliji Ďjačenkové, které povolila pouhé dvě hry. Jen o dva gemy více povolila Švýcarce Viktoriji Golubicové. Ve třetím kole však narazila na Stosurovou, která ji oplatila porážku z pražského turnaje. V pařížském deblu nestačily s Bethanie Mattekovou-Sandsovou v úvodním kole na nizozemsko-švédský pár Kiki Bertensová a Johanna Larssonová.

#### Travnatá část sezóny
Prvním turnajem na trávě se stal AEGON Classic v Birminghamu, kde na úvod podlehla ve dvou setech Petře Kvitové. Na dalším turnaji kategorie Premier, AEGON International v Eastbourne, pak nestačila na Němku Annu-Lenu Friedsamovou. Do Wimbledonu přijela jako dvacátá devátá žena klasifikace. Po výhrách nad Američankami Bethanií Mattekovou-Sandsovou a Samanthou Crawfordovou svedla bitvu proti 124. hráčce světa Janě Čepelové, v níž o postupu rozhodla až poměrem her 12–10 v závěrečné sadě. V osmifinále ji však zastavila útočně hrající Kazaška z konce první světové stovky Jaroslava Švedovová. Ve čtyřech odehraných utkáních tak s moskevskou rodačkou nezískala ani jeden set.

#### US Open Series, bronzová olympionička a asijská túra
Letní US Open Series zahájila porážkou na montréalském Rogers Cupu od Kanaďananky Eugenie Bouchardové, když nezvládla tiebreak třetí sady, v níž neudržela vedení 3:1 na míče. Ve třetím vzájemném duelu poprvé prohrála.

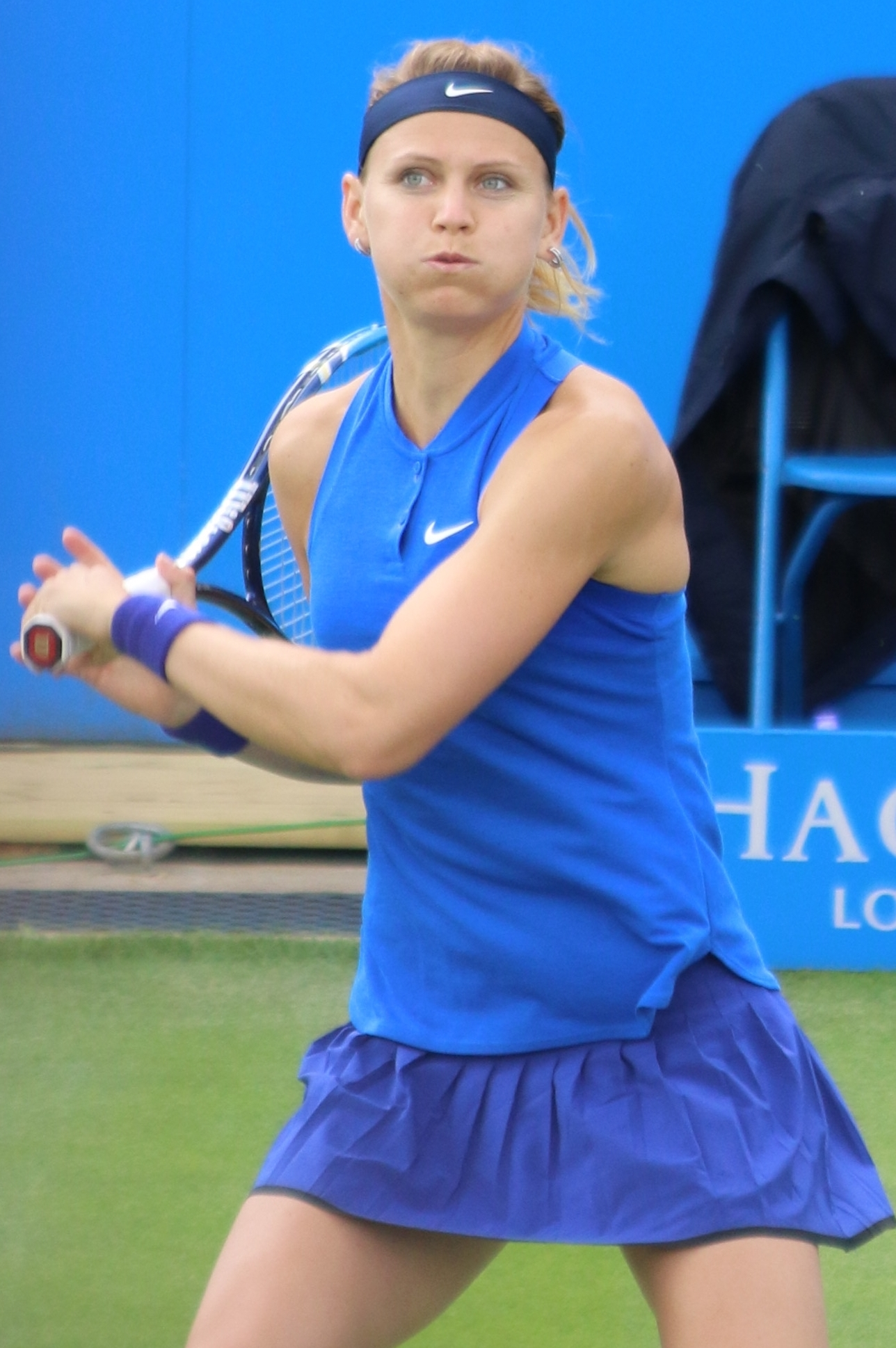
Na Birmingham Classic podlehla Kvitové

Na srpnových Olympijských hrách v Riu de Janeiru skrečovala po ztrátě úvodní sady druhého kola dvouhry Belgičance Kirsten Flipkensové. Ve čtyřhře pak s Barborou Strýcovou na úvod vyřadily trojnásobné olympijské šampionky Serenu a Venus Williamsovy. Po výhře nad bývalými světovými jedničkami Erraniovou s Vinciovou nestačily v semifinále na Rusky Makarovovou a Vesninovou. V ryze českém utkání o bronz zdolaly Andreu Hlaváčkovou a Lucii Hradeckou ve dvou setech. Po návratu na severoamerický kontinent odešla poražena od čtyřicáté druhé ženy klasifikace Andrey Petkovicové v rámci cincinnatského Western & Southern Open. Jediný vítězný zápas v americké sérii tak přišel v první fázi US Open, kde zdolala Darju Gavrilovovou. Poté však nenašla recept na rumunskou světovou pětku Simonu Halepovou. Naopak z deblové soutěže Flushing Meadows získala s Mattekovou-Sandsovou třetí grandslamový titul. Ve finále porazily turnajové jedničky Garciaovou a Mladenovicovou po třech setech.
V závěru září přijela na tokijský Toray Pan Pacific Open, kde v úvodním kole nezvládla koncovku třetí sady s dvanáctou hráčkou žebříčku Dominikou Cibulkovou. Wuhan Open přinesl výhru nad Američankou Varvarou Lepčenkovou a následnou porážku od světové šestky Karolíny Plíškové. Lounská rodačka ji opět přehrála na úvod navazujícího China Open v Pekingu. Ze čtyřher na Wuhan Open a China Open si s Mattekovou-Sandsovou odvezla turnajové trofeje.
Posledním singlovou soutěží se pro ni stal moskevský Kremlin Cup, kde jí oplatila newyorskou porážku Gavrilovová. Na singapurském Turnaji mistryň, WTA Finals, zasáhla s Mattekovou-Sandsovou do čtyřhry, v níž skončily jako poražené finalistky na raketách Makarovové a Vesninové.

### 2017: Druhé trofeje ze čtyřhry Australian Open a French Open, světová jednička ve čtyřhře
Sezónu otevřela na aucklandském ASB Classic, kde po výhře nad Allertovou podlehla Strýcové až ve zkrácené hře rozhodující sady. Opět ve druhém kole skončila na Hobart International. Po výhře nad Švýcarkou Golubicovou překvapivě nestačila na japonskou kvalifikantku a stou hráčku pořadí Risu Ozakiovou.
Melbournský grandslam Australian Open znamenal odvrácení devíti mečbolů v prvním kole proti Belgičance Yanině Wickmayerové. Tím vyrovnala grandslamový rekord ze zápasů Kyrgios–Gasquet ve Wimbledonu 2014, respektive Rubinová–Novotná a Spadea–Serra na French Open 1995. Ve druhé fázi ji přehrála pozdější šampionka a světová dvojka Serena Williamsová. Z deblové soutěže získala s Bethanií Mattekovou-Sandsovou čtvrtý společný grandslam po finálové výhře nad Andreou Hlaváčkovou a Pcheng Šuaj. Bodový zisk ji poprvé posunul na 2. příčku deblového žebříčku.
V únoru se do semifinále probojovala na tchajpejském Taiwan Open, kde nenašla recept na sedmdesátou první ženu klasifikace Pcheng Šuaj. Do prvního finále dvouhry v sezóně postoupila na Hungarian Ladies Open v Budapešti, kde ji zdolala nejvýše nasazená Maďarka Tímea Babosová po třísetovém průběhu. Šafářová hrála s tejpem staženým stehnem pro svalové potíže, kvůli nimž s Babosovou odstoupily před semifinálem ze čtyřhry.

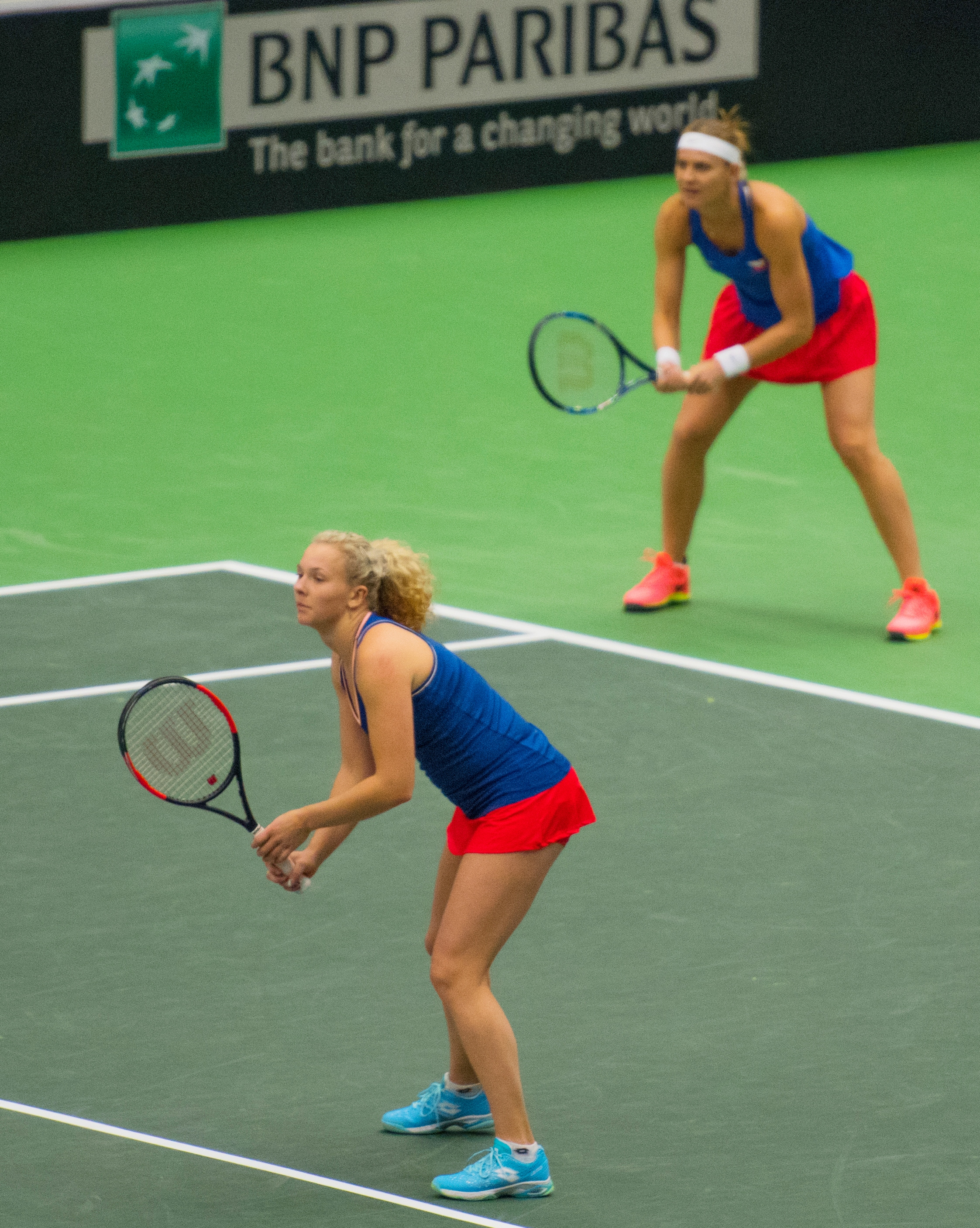
S Kateřinou Siniakovou v závěrečné čtyřhře čtvrtfinále Světové skupiny Fed Cupu proti Španělsku, kterou prohrály

Ve třetím kole březnového BNP Paribas Open v Indian Wells nenašla recept na světovou třináctku Venus Williamsovou, jíž podlehla popáté ze sedmi duelů. Navazující Miami Open přinesl po výhře nad čtvrtou hráčkou žebříčku Dominikou Cibulkovou čtvrtfinálovou prohru s Dánkou Caroline Wozniackou. V osmifinále antukového Volvo Car Open v Charlestonu ji stopku vystavila Němka Laura Siegemundová. Z deblové soutěže si odvezla s Mattekovou-Sandsovou třetí sezónní, desátou společnou a čtrnáctou kariérní trofej po závěrečném vítězství nad Hradeckou se Siniakovou. Osmnácté ve světovém pořadí Strýcové podlehla na úvod Mutua Madrid Open, o čtyři místa níže postavené Chorvatce Mirjaně Lučićové Baroniové pak v prvním kole Internazionali BNL d'Italia a Paraguayce z konce první stovky Verónice Cepedeové Roygové pak na French Open. V pařížské čtyřhře triumfovala s Mattekovou-Sandsovou po závěrečném vítězství nad Australankami Bartyovou a Dellacquovou. Ziskem dvou úvodních majorů sezóny tak zopakovaly výkon z roku 2015.
Travnatá wimbledonská příprava znamenala semifinálové účasti na AEGON Open Nottingham a AEGON Classic v Birminghamu. V prvním případě podlehla sedmdesáté ženě klasifikace Donně Vekićové a ve druhém po půl hodině skrečovala světové šestnáctce Petře Kvitové pro zranění stehenního svalu. Wimbledon odehrála jako poslední třicátá druhá nasazená. Na úvod si poradila s Francouzkou Océane Dodinovou, aby ji poté zastavila Američanka Shelby Rogersová. Z útoku na kariérní grandslam ve čtyřhře sešlo pro poranění čéšky spoluhráčky Mattekové-Sandsové, což vedlo k jejich odstoupení po prvním kole. Na třech zbylých deblových soutěžích sezóny zraněnou Američanku nahradila Strýcová, s níž postoupila do semifinále Rogers Cupu, Western & Southern Open i US Open. Bodový zisk ji po turnaji v Cincinnati posunul 21. srpna 2017 do čela světového žebříčku WTA ve čtyřhře. Ve 30 letech se tak po Sukové, Novotné a Peschkeové stala čtvrtou Češkou na vrcholu klasifikace a celkově 35. v pořadí. Pozici světové jedničky komentovala slovy: „Je to absolutně úžasný. Asi bych to nikdy nečekala. Ještě dneska si vzpomínám, jak mi táta kdysi říkal, že debla vůbec hrát neumím. … Je to obrovské zadostiučinění a jsem za to strašně ráda.“ Světovou jedničkou byla šest týdnů.
Na letních amerických betonech přehrála na torontském Rogers Cupu Abandovou, Cibulkovou i Makarovovou, ale ve čtvrtfinále ji vyřadila Američanka Sloane Stephensová, jíž v důsledku dlouhé neaktivity patřilo až 934. místo klasifikace. V duelu nemproměnila tři mečboly. Na stejnou soupeřku, ale již o téměř osm set míst výše postavenou, nenašla recept ani na navazujícím Western & Southern Open. V otevíracím duelu US Open si připsala skalp turnajové osmadvacítky Anett Kontaveitové, Japonek Nao Hibinové a Kurumi Naraové, než skončila na raketě dvacáté nasazené Coco Vandewegheové, která jí vrátila porážku z březnového Indian Wells. Posledním turnajem sezóny se pro ni stal zářijový Coupe Banque Nationale v Québecu. Z pozice nejvýše nasazené zdolala ve čtvrtfinále Hradeckou a poté podruhé v roce podlehla Babosové. Následně předčasně ukončila sezónu pro zánět šlach v levém zápěstí.

### 2018: Finalistka čtyřhry na Mallorce a zdravotní potíže
Sezónu rozehrála na Sydney International jako třicátá první hráčka žebříčku. Na úvod podlehla dvaadvacáté v pořadí Angelique Kerberové. Ze čtyřhry odstoupily se Strýcovou před semifinálem proti Dabrowské a Süové. Grandslamový Australian Open znamenal postup do třetího kola přes Ajlu Tomljanovićovou a Soranu Cîrsteaovou. Poté však nezvládla koncovky obou setů se světovou šestkou Karolínou Plíškovou. V melbournském deblu dohrála se Strýcovou ve čtvrtfinále na raketách Sie Šu-wej a Pcheng Šuaj.
Úvodní zápasy s členkami elitní světové desítky prohrála na únorových Qatar Total Open a Dubai Tennis Championships. Na prvním z nich podlehla světové desítce Julii Görgesové a na druhém pak sedmé v pořadí Caroline Garciaové. Následoval herní výpadek pro bakteriální infekci a bolest kloubů, až do květnového Internationaux de Strasbourg, kde ji v osmifinále zdolala osmá nasazená Tchajwanka Sie. Na Roland-Garros nejdříve zdolala francouzskou členku třetí světové stovky Jessiku Ponchetovou. Ve druhé fázi ale podruhé v sezóně prohrála s šestou ženou klasifikace Karolínou Plíškovou, přestože získala úvodní sadu a do poloviny druhé krajanku přehrávala agresivnější hrou. Travnatý Mallorca Open přinesl výhry nad ukrajinskou teenagerkou Martou Kosťukovou a Běloruskou Viktorií Azarenkovou. V třísetové čtvrtfinálové bitvě jí stopku vystavila Němka z konce osmé desítky Tatjana Mariová. Do jediného finále roku se probojovala s Barborou Štefkovou v mallorské čtyřhře. Z boje o titul však odešly poraženy od nejvýše nasazeného slovinsko-španělského páru Andreja Klepačová a María José Martínezová Sánchezová.
Poslední účast ve Wimbledonu zahájila dvousetovými vítězstvími nad Katerynou Bondarenkovou a třicátou hráčkou žebříčku Agnieszkou Radwańskou, než ji ve třetím kole zdolala Ruska Jekatěrina Makarovová. V londýnské čtyřhře obnovila po roce spolupráci s vyléčenou ze zranění Mattekovou-Sandsovou. Ve čtvrtfinále, které se stalo jejím maximem v All England Clubu, je zastavily Dabrowská se Süovou. Na zbývajících třech deblových soutěžích Rogers Cupu, Western & Southern Open a US Open dokázaly vyhrát už jen jediný zápas během newyorského majoru. Na kanadském Rogers Cupu postoupila do hlavní soutěže z kvalifikace, v níž vyřadila Darju Gavrilovovou. Následně podruhé v roce skončila na raketě Görgesové. Na úvod newyorského majoru US Open přehrála Chorvatku z konce první padesátky Petru Martićovou, ale ve druhém kole jí stopku vystavila světová sedmnáctka Ashleigh Bartyová po dvousetovém průběhu. Stejně jako v předchozí sezóně se pro ni závěrečným turnajem stal zářijový Coupe Banque Nationale, na němž startovala jako devadesátá první žena klasifikace. V prvním zápase podlehla Tunisance Ons Džabúrové z druhé světové stovky.

### 2019: Deblová finalistka ve Stuttgartu a první konec kariéry
Ukončení kariéry oznámila před listopadovým finále Fed Cupu 2018 v Praze. Posledním turnajem profesionální dráhy se měl stát Australian Open 2019. Pro zánět šlachy v zápěstí však do Austrálie neodcestovala a odložila rozhodnutí na později. K prvnímu utkání v sezóně nastoupila do dubnové fedcupové baráže v Prostějově proti Kanadě, jíž se rozloučila s českým týmem. Za rozhodnutého stavu ve prospěch Češek vyhrála s Krejčíkovou závěrečnou čtyřhru. Jednalo se o její vůbec první deblové vítězství v této soutěži.

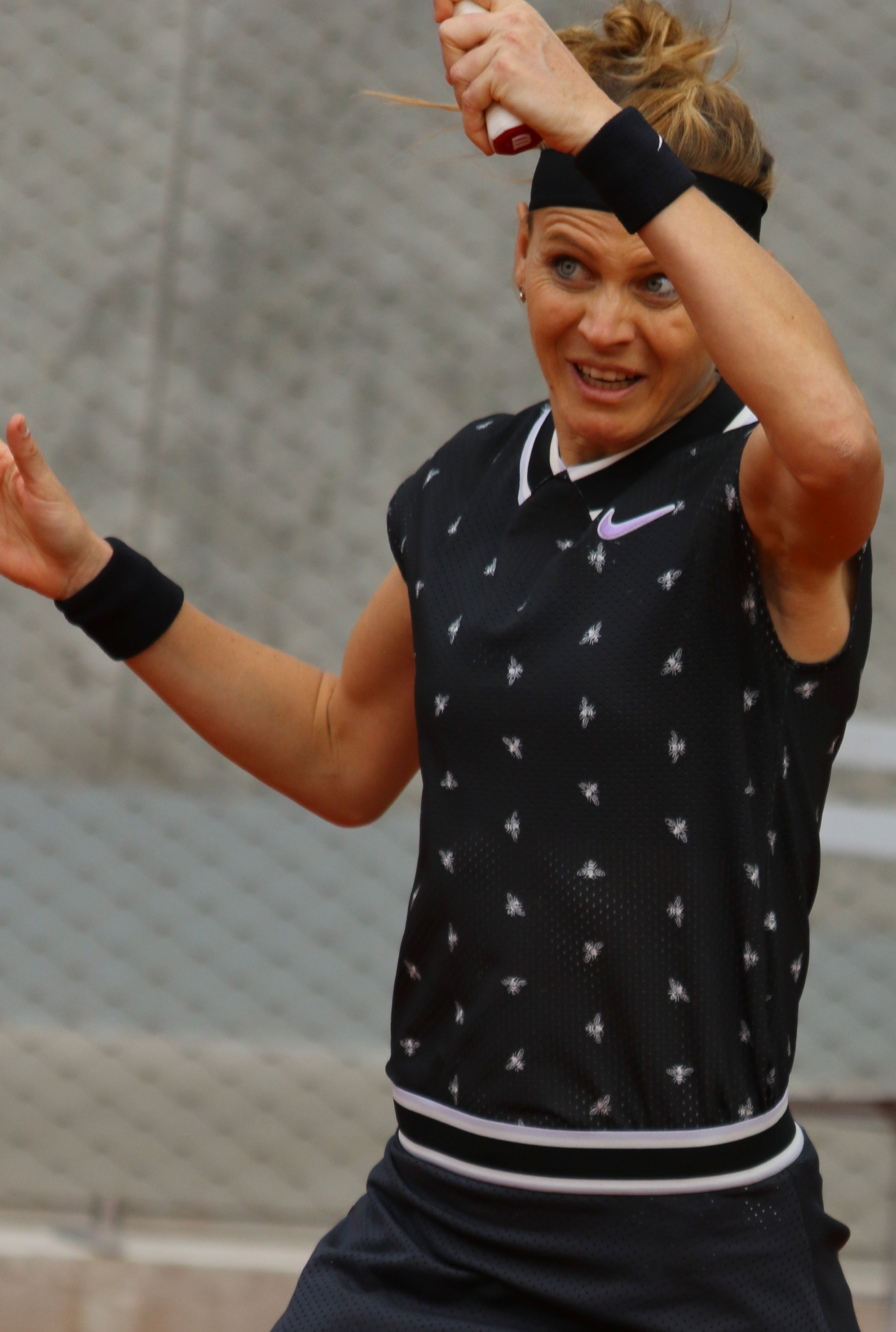
Poslední zápas před prvním koncem kariéry odehrála v úvodním kole čtyřhry French Open po boku Cibulkové

V závěru dubna postoupila do posledního finále kariéry, když ve stuttgartské čtyřhře Porsche Tennis Grand Prix obdržela s Anastasijí Pavljučenkovovou divokou kartu. V boji o titul však podlehly Němkám Moně Barthelové a Anně-Leně Friedsamové ve dvou setech. Závěrečnou událostí na české půdě se na přelomu dubna a května stal J&T Banka Prague Open. Pro nedostatečnou připravenost odmítla divokou kartu do dvouhry. V deblové soutěži vypadla po boku Barbory Štefkové ve vyrovnaném utkání úvodního kola s japonsko-ruským párem Ninomijová a Sizikovová.
Profesionální dráhu poprvé uzavřela na červnovém French Open, kde se měla ve čtyřhře její spoluhráčkou stát Matteková-Sandsová. V důsledku zranění kolena však Američanku nahradila Dominika Cibulková, s níž v předchozí kariéře odehrála jediný zápas na Sydney International 2013. Poslední utkání odehrála 29. května 2019. V prvním kole je vyřadila americko-německá dvojice Sofia Keninová a Andrea Petkovicová ve dvou setech. Do dvouhry jí organizátoři neudělili divokou kartu, o níž žádala.

### 2024: Obnovení kariéry ve čtyřhře
Již v říjnu 2023 se zúčastnila 25tisícového turnaje ITF v Remeši. Návrat však oficiálně nenahlásila a Mezinárodní tenisová federace ji po úvodním kole zakázala – prostřednictvím e-mailu – pokračovat ve dvouhře. Do plánované deblové soutěže s neteří Emmou Dvořáčkovou již nenastoupila. V březnu 2024 pak ohlásila několikaměsíční návrat k profesionálnímu tenisu ve čtyřhře po boku Bethanie Mattekové-Sandsové, s uplynutím povinné šestiměsíční lhůty v antidopingovém programu 6. června. Organizátoři červencového Prague Open česko-americkému páru udělili divokou kartu.

## Týmové soutěže

### Fed Cup
Mezi lety 2004–2019 v českém fedcupovém týmu nastoupila k dvaceti dvěma mezistátním utkáním s bilancí 13–11 ve dvouhře a 1–4 ve čtyřhře. Pětkrát, v letech 2011, 2012, 2014 2015 a 2018, se stala členkou vítězného družstva. V každém z naposledy odehraných čtyř ročníků nastoupila pouze do jediné čtyřhry.

#### 2011–2013
V bratislavském čtvrtfinále Světové skupiny 2011 se Slovenkami, v němž zdolala Hantuchovou a duel s Čepelovou skrečovala. Rozhodující čtyřhru získal český tým. Ze semifinále na belgické půdě se omluvila pro zranění stehna. V moskevském finále 2011 proti Rusku prohrála obě dvouhry, když nestačila na Kuzněcovovou a Pavljučenkovovou. Češky přesto vyhrály 3:2 na zápasy. V pražském finále v roce 2012 proti Srbsku naopak obě své dvouhry vyhrála, nejprve porazila Ivanovićovou a poté deklasovala Jankovićovou. Rozhodující měrou tak přispěla k obhajobě trofeje. Ve čtvrtfinále Světové skupiny 2013 v ostravské hala ovládla druhou dvouhru proti jedničce týmu Stosurové. Po postupu přes Austrálii 4:0 na zápasy nestačila v palermském semifinále na italské antukářky Erraniovou i Vinciovou. Češky tak odjely poraženy 1:3 na zápasy.

#### 2014–2015
Do sobotní dvouhry prvního kola Světové skupiny 2014 na sevillské antuce nenastoupila pro nachlazení. V neděli vyrovnala stav utkání na 2:2 výhrou nad Solerovou Espinosovou. Po postupu nad Španělkami oplatila v semifinále rok starou porážku Erraniové. Český tým po vítězství 3:0 nad Itálií prošel do pražského finále proti Německu. V otevíracím singlu porazila světovou desítku Kerberovou. České reprezentantky vyhrály třetí trofej během posledních čtyř let výsldkem 3:1 na zápasy. Úvodní kolo Světové skupiny 2015 v Kanadě vynechala. V ostravském semifinále proti Francii přispěla k výhře 3:1 na zápasy úvodním vítězstvím s Garciaovou, když odvrátila pět mečbolů. Za rozhodnutého stavu prohrála se Strýcovou čtyřhru s párem Mladenovicová a Parmentierová. Ačkoli byla členkou družstva v pražském finále proti Rusku, do průběhu nezasáhla pro zánět šlach levého zápěstí. Český výběr zvítězil 3:2 na zápasy. Čtvrtou trofejí se vyrovnala Heleně Sukové a Martině Navrátilové.

#### 2017–2019
V každém ročníku odehrála pouze jednu závěrečnou čtyřhru. Za rozhodnutého stavu 3:1 ve prospěch Češek odehrála debla čtvrtfinále Světové skupiny 2017 proti Španělsku, v němž s Kateřinou Siniakovou nestačily na pár María José Martínezová Sánchezová a Sara Sorribesová Tormová až v rozhodujícím supertiebreaku. Scénář se opakoval o rok později, kdy za českého vedení 3:0 ve čtvrtfinále Světové skupiny 2018 proti Švýcarsku prohrála se Strýcovou debla v supertiebreaku s  Jil Teichmannovou a Timeou Bacsinszkou. Posledním utkáním se stala čtyřhra dubnové světové baráže 2019 na prostějovské antuce. Za českého vedení 3:0 na zápasy porazila s Barborou Krejčíkovou dvojici Gabriela Dabrowská a Sharon Fichmanová ve dvou setech.

### Letní olympijské hry
Českou republiku reprezentovala na Letních olympijských hrách 2008 v Pekingu, kde ve dvouhře prohrála ve třetím kole s Rakušankou Sybille Bammerovou. Na úvod čtyřhry podlehly s Petrou Kvitovou australské dvojici Stosurová a Stubbsová.
Zúčastnila se také Her XXX. olympiády v londýnském All England Clubu. V prvním kole singlové soutěže nestačila na Britku Lauru Robsonovou. V téže fázi čtyřhry pak s Petrou Cetkovskou dohrály na raketách druhých nasazených Italek Erraniové a Vinciové.
Potřetí se olympiády zúčastnila na Letních hrách 2016 v Riu de Janeiru. Ve dvouhře prošla do druhého kola, kde podlehla Belgičance Kirsten Flipkensové. Deblový start s Barborou Strýcovou znamenal zisk bronzové medaile. V rozhodujícím utkání poražených semifinalistek přehrály krajanky Andreu Hlaváčkovou s Lucií Hradeckou.

### Hopman Cup
Za české družstvo odehrála tři ročníky Hopmanova poháru, mistrovství smíšených družstev ITF v Perthu. V letech 2007 a 2008 se jejím spoluhráčem stal Tomáš Berdych. V roce 2015 pak nejníže postavený účastník ročníku z třetí světové stovky Adam Pavlásek.
V roce 2007 na úvod podlehla Mirzaové a z klíčového mixu proti Indii odešla česká dvojice také poražena. První výhru si připsala ve vítězném duelu se Španělskem, když zdolala Medinaovou Garriguesovou. Berdych triumfoval v singlu a mix český pár prohrál. Na závěr podlehli Chorvatsku. Šafářová nejdříve zvládla dvouhru se Sanjou Ančićovou, ale Berdych podlehl jejímu bratru Mariu Ančićovi a do rozhodujícího mixu Češi již nenastoupili.
V sezóně 2008 vytvořila pár s Tomášem Berdychem. Jako světová třiadvacítka nestačila na 56. hráčku světa Molikovou. Češi proti Austrálii prohráli i smíšenou čtyřhru a tím celé utkání. V duelu se Spojenými státy jí uštědřila „kanára“ Serena Williamsová, druhou sadu však vyhrála, ale závěr třetího dějství nezvládla. Poté, co v prvním setu mixu Češi neuhráli ani gem, odstoupili z turnaje pro Berdychovy zdravotní problémy, a celkově obsadili třetí příčku ve skupině.
V roce 2015 obsadila česká dvojice druhé místo základní skupiny. Po výhrách nad Kanadou a Itálií, v nichž přehrála Kanaďanku Bouchardovou a Italku Pennettaovou, rovněž tak oba mixy s Pavláskem, podlehli Češi v přímém utkání o postup do finále Spojeným státům. Podruhé na turnaji ji přehrála světová jednička Serena Williamsová, a to až v tiebreaku rozhodující sady. Po porážce Pavláska ve dvouhře nezvládli ani smíšenou čtyřhru.
Startovat měla také na Hopman Cupu 2016 s Jiřím Veselým. Dne 19. prosince 2015 vydala prohlášení, že se z události odhlásila pro pokračující zdravotní potíže.

## Trenérské vedení
Jejími trenéry se v rané fázi kariéry postupně stali Miroslav Štencl, Dan Trávníček a David Kotyza.
Od října 2005 byl jejím koučem Jaroslav Bulant, následně opět Kotyza a poté Patrik Navara. Od prosince 2010 do roku 2013 ji vedla Srbka Biljana Veselinovičová. Mezi dubnem 2013 až zářím 2016 roli hlavního kouče plnil Kanaďan Robert Steckley, pod jehož vedením vystoupala na 5. místo singlového a 4. místo deblového žebříčku WTA. Do její hry vnesl větší agresivitu a uvolněnost. V září 2016 se trenérem stal český tenista František Čermák.

## Soukromý život
Narodila se roku 1987 v Brně do rodiny Milana a Jany Šafářových. Má o deset let starší sestru Veroniku, která k roku 2016 žila s rodinou v New Yorku a trénovala tenis. Sestra odešla do Spojených států v osmnácti letech studovat univerzitu.
Tenis začala hrát ve třech letech a ranou fázi spojila s klubem ŽLTC v Brně-Židenicích. Od třetí třídy základní školy žila s otcem v Rakousku, kde pracoval v tenisovém klubu. Po návratu trávila polovinu týdne tréninkem v Brně a polovinu v Prostějově. Od čtrnácti let se připravovala pouze v klubu TK Agrofert Prostějov, jehož členkou byla do konce kariéry. Česko reprezentovala na mistrovství světa do čtrnácti a šestnácti let. V září 2007 maturovala na Gymnáziu Mojmírovo náměstí. Tenisovým vzorem se pro ni stala Steffi Grafová, s níž jako devítiletá trénovala. Za preferovaný povrch uvedla antuku.
V letech 2002–2011 udržovala partnerský vztah s tenistou Tomášem Berdychem. Roku 2013 se jejím partnerem stal bývalý americký tenista a trenér Troy Hahn a po třech letech pak bývalý tenista Jakub Lustyk. V roce 2016 navázala vztah s Američanem Joem. V roce 2018 navázala vztah s hokejistou Tomášem Plekancem a 19. prosince 2019 se jim narodila dcera Leontýna. V září 2021 pár vstoupil do manželství a v květnu 2022 se jim narodil syn Oliver.
V lednu 2024 se stala expertkou, spolukomentátorkou české a slovenské verze televizní stanice Canal+ Sport, která daný rok získala v Česku a na Slovensku vysílací práva z turnajů ženského okruhu WTA Tour.

## Finále na Grand Slamu

### Ženská dvouhra: 1 (0–1)
| Stav       | rok  | turnaj      | povrch | soupeřka ve finále | výsledek           |
| ---------- | ---- | ----------- | ------ | ------------------ | ------------------ |
| Finalistka | 2015 | French Open | antuka | Serena Williamsová | 3–6, 7–6(7–2), 2–6 |

### Ženská čtyřhra: 5 (5–0)
| Stav    | rok  | turnaj              | povrch | spoluhráčka              | soupeřky ve finále                        | výsledek           |
| ------- | ---- | ------------------- | ------ | ------------------------ | ----------------------------------------- | ------------------ |
| Vítězka | 2015 | Australian Open     | tvrdý  | Bethanie Mattek-Sandsová | Čan Jung-žan Čeng Ťie                     | 6–4, 7–6(7–5)      |
| Vítězka | 2015 | French Open         | antuka | Bethanie Mattek-Sandsová | Casey Dellacquová Jaroslava Švedovová     | 3–6, 6–4, 6–2      |
| Vítězka | 2016 | US Open             | tvrdý  | Bethanie Mattek-Sandsová | Caroline Garciaová Kristina Mladenovicová | 2–6, 7–6(7–5), 6–4 |
| Vítězka | 2017 | Australian Open (2) | tvrdý  | Bethanie Mattek-Sandsová | Andrea Hlaváčková Pcheng Šuaj             | 6–7(4–7), 6–3, 6–3 |
| Vítězka | 2017 | French Open (2)     | antuka | Bethanie Mattek-Sandsová | Casey Dellacquová Ashleigh Bartyová       | 6–2, 6–1           |

## Finále na Turnaji mistryň

### Čtyřhra: 1 (0–1)
| Stav       | rok  | místo    | povrch    | spoluhráčka              | soupeřky ve finále                     | výsledek      |
| ---------- | ---- | -------- | --------- | ------------------------ | -------------------------------------- | ------------- |
| Finalistka | 2016 | Singapur | tvrdý (h) | Bethanie Mattek-Sandsová | Jekatěrina Makarovová Jelena Vesninová | 6–7(5–7), 3–6 |

## Finále na okruhu WTA Tour
| Legenda                                                   |
| --------------------------------------------------------- |
| D – dvouhra; Č – čtyřhra                                  |
| Grand Slam (0–1 D; 5–0 Č)                                 |
| Turnaj mistryň (0–1 Č)                                    |
| Tier I / Premier Mandatory & Premier 5 / WTA 1000 (5–0 Č) |
| Tier II / Premier / WTA 500 (1–4 D; 5–2 Č)                |
| Tier III, IV & V / International / WTA 250(6–5 D; 0–3 Č)  |

### Dvouhra: 17 (7–10)
| Stav       | č.  | datum           | turnaj                          | povrch          | soupeřka ve finále  | výsledek            |
| ---------- | --- | --------------- | ------------------------------- | --------------- | ------------------- | ------------------- |
| Vítězka    | 1.  | 1. května 2005  | Estoril, Portugalsko            | antuka          | Li Na               | 6–7(4–7), 6–4, 6–3  |
| Finalistka | 1.  | 18. června 2005 | 's-Hertogenbosch, Nizozemsko    | tráva           | Klára Zakopalová    | 6–3, 2–6, 2–6       |
| Vítězka    | 2.  | 20. srpna 2005  | Forest Hills, Spojené státy     | tvrdý           | Sania Mirzaová      | 3–6, 7–5, 6–4       |
| Vítězka    | 3.  | 7. ledna 2006   | Gold Coast, Austrálie           | tvrdý           | Flavia Pennettaová  | 6–3, 6–4            |
| Finalistka | 2.  | 5. února 2007   | Paříž, Francie                  | tvrdý (h)       | Naděžda Petrovová   | 6–4, 1–6, 4–6       |
| Vítězka    | 4.  | 23. srpna 2008  | Forest Hills, Spojené státy (2) | tvrdý           | Pcheng Šuaj         | 6–4, 6–2            |
| Finalistka | 3.  | 20. září 2009   | Québec, Kanada                  | tvrdý (h)       | Melinda Czinková    | 6–4, 3–6, 5–7       |
| Finalistka | 4.  | 14. února 2010  | Paříž, Francie (2)              | tvrdý (h)       | Jelena Dementěvová  | 7–6(7–5),1–6, 4–6   |
| Finalistka | 5.  | 6. března 2011  | Kuala Lumpur, Malajsie          | tvrdý           | Jelena Dokićová     | 6–2, 6–7(9–11), 4–6 |
| Finalistka | 6.  | 11. června 2011 | Kodaň, Dánsko                   | tvrdý (h)       | Caroline Wozniacká  | 1–6, 4–6            |
| Finalistka | 7.  | 7. dubna 2012   | Charleston, Spojené státy       | antuka (zelená) | Serena Williamsová  | 0–6, 1–6            |
| Vítězka    | 5.  | 16. září 2013   | Québec, Kanada                  | tvrdý (h)       | Marina Erakovicová  | 6–4, 6–3            |
| Vítězka    | 6.  | 28. února 2015  | Dauhá, Katar                    | tvrdý (h)       | Viktoria Azarenková | 6–4, 6–3            |
| Finalistka | 8.  | 6. června 2015  | French Open, Paříž, Francie     | antuka          | Serena Williamsová  | 3–6, 7–6(7–2), 2–6  |
| Finalistka | 9.  | 29. srpna 2015  | New Haven, Spojené státy        | tvrdý           | Petra Kvitová       | 7–6(8–6), 2–6, 2–6  |
| Vítězka    | 7.  | 30. dubna 2016  | Praha, Česko                    | antuka          | Samantha Stosurová  | 3–6, 6–1, 6–4       |
| Finalistka | 10. | 26. února 2017  | Budapešť, Maďarsko              | tvrdý (h)       | Tímea Babosová      | 7–6(7–4), 4–6, 3–6  |

### Čtyřhra: 21 (15–6)
| Stav       | č.  | datum             | turnaj                                    | povrch      | spoluhráčka                | soupeřky ve finále                         | výsledek           |
| ---------- | --- | ----------------- | ----------------------------------------- | ----------- | -------------------------- | ------------------------------------------ | ------------------ |
| Finalistka | 1.  | 3. srpna 2008     | Stockholm, Švédsko                        | tvrdý       | Petra Cetkovská            | Iveta Benešová Barbora Záhlavová-Strýcová  | 5–7, 4–6           |
| Vítězka    | 1.  | 8. dubna 2012     | Charleston, Spojené státy                 | aantuka (z) | Anastasija Pavljučenkovová | A. Medina Garriguesová Jaroslava Švedovová | 5–7, 6–4, [10–6]   |
| Vítězka    | 2.  | 7. dubna 2013     | Charleston, Spojené státy                 | antuka (z)  | Kristina Mladenovicová     | Andrea Hlaváčková Liezel Huberová          | 6–3, 7–6(8–6)      |
| Vítězka    | 3.  | 11. května 2013   | Madrid, Španělsko                         | antuka      | Anastasija Pavljučenkovová | Marina Erakovicová Cara Blacková           | 6–2, 6–4           |
| Vítězka    | 4.  | 10. ledna 2014    | Sydney, Austrálie                         | tvrdý       | Tímea Babosová             | Sara Erraniová Roberta Vinciová            | 7–5, 3–6, [10–7]   |
| Vítězka    | 5.  | 30. ledna 2015    | Australian Open, Melbourne, Austrálie     | tvrdý       | Bethanie Mattek-Sandsová   | Čan Jung-žan Čeng Ťie                      | 6–4, 7–6(7–5)      |
| Vítězka    | 6.  | 26. dubna 2015    | Stuttgart, Německo                        | antuka (h)  | Bethanie Mattek-Sandsová   | Caroline Garciaová Katarina Srebotniková   | 6-4, 6-3           |
| Vítězka    | 7.  | 7. června 2015    | French Open, Paříž, Francie               | antuka      | Bethanie Mattek-Sandsová   | Casey Dellacquová Jaroslava Švedovová      | 3–6, 6–4, 6–2      |
| Vítězka    | 8.  | 16. srpna 2015    | Toronto, Kanada                           | tvrdý       | Bethanie Mattek-Sandsová   | Caroline Garciaová Katarina Srebotniková   | 6–1, 6–2           |
| Vítězka    | 9.  | 3. dubna 2016     | Miami, Spojené státy                      | tvrdý       | Bethanie Mattek-Sandsová   | Tímea Babosová Jaroslava Švedovová         | 6–3, 6–4           |
| Finalistka | 2.  | 10. dubna 2016    | Charleston, Spojené státy                 | antuka (z)  | Bethanie Mattek-Sandsová   | Caroline Garciaová Kristina Mladenovicová  | 2–6, 5–7           |
| Vítězka    | 10. | 11. září 2016     | US Open, New York, Spojené státy          | tvrdý       | Bethanie Mattek-Sandsová   | Caroline Garciaová Kristina Mladenovicová  | 2–6, 7–6(7–5), 6–4 |
| Vítězka    | 11. | 1. října 2016     | Wu-chan, Čína                             | tvrdý       | Bethanie Mattek-Sandsová   | Sania Mirzaová Barbora Strýcová            | 6–1, 6–4           |
| Vítězka    | 12. | 9. října 2016     | Peking, Čína                              | tvrdý       | Bethanie Mattek-Sandsová   | Caroline Garciaová Kristina Mladenovicová  | 6–4, 6–4           |
| Finalistka | 3.  | 30. října 2016    | Singapur, Singapur                        | tvrdý (h)   | Bethanie Mattek-Sandsová   | Jekatěrina Makarovová Jelena Vesninová     | 6–7(5–7), 3–6      |
| Vítězka    | 13. | 27. ledna 2017    | Australian Open, Melbourne, Austrálie (2) | tvrdý       | Bethanie Mattek-Sandsová   | Andrea Hlaváčková Pcheng Šuaj              | 6–7(4–7), 6–3, 6–3 |
| Vítězka    | 14. | 9. dubna 2017     | Charleston, Spojené státy                 | antuka      | Bethanie Mattek-Sandsová   | Lucie Hradecká Kateřina Siniaková          | 6–1, 4–6, [10–7]   |
| Vítězka    | 15. | 11. června 2017   | French Open, Paříž, Francie (2)           | antuka      | Bethanie Mattek-Sandsová   | Casey Dellacquová Ashleigh Bartyová        | 6–2, 6–1           |
| Finalistka | 4.  | 24. června 2018   | Mallorca, Španělsko                       | tráva       | Barbora Štefková           | Andreja Klepačová MJ Martínez Sánchezová   | 1–6, 6–3, [3–10]   |
| Finalistka | 5.  | 28. dubna 2019    | Stuttgart, Německo                        | antuka (h)  | Anastasija Pavljučenkovová | Mona Barthelová Anna-Lena Friedsamová      | 6–2, 3–6, [6–10]   |
| Finalistka | 6.  | 26. července 2024 | Praha, Česko                              | antuka      | Bethanie Mattek-Sandsová   | Barbora Krejčíková Kateřina Siniaková      | 3–6, 3–6           |

## Zápasy o olympijské medaile

### Ženská čtyřhra: 1 (1 bronz)
| Medaile | č. | datum          | turnaj                        | povrch | spoluhráčka      | soupeřky v zápase o medaili      | výsledek |
| ------- | -- | -------------- | ----------------------------- | ------ | ---------------- | -------------------------------- | -------- |
| Bronz   | 1. | 13. srpna 2016 | LOH, Rio de Janeiro, Brazílie | tvrdý  | Barbora Strýcová | Andrea Hlaváčková Lucie Hradecká | 7–5, 6–1 |

## Finále soutěží družstev: 3 (3–0)
| Stav    | č. | datum                | soutěž                | povrch    | spoluhráčky                                    | soupeřky ve finále                                                                 | výsledek      |
| ------- | -- | -------------------- | --------------------- | --------- | ---------------------------------------------- | ---------------------------------------------------------------------------------- | ------------- |
| Vítězka | 1. | 5.–6. listopadu 2011 | Fed Cup Moskva, Rusko | tvrdý (h) | Petra Kvitová Květa Peschkeová Lucie Hradecká  | Anastasija Pavljučenkovová Světlana Kuzněcovová Maria Kirilenková Jelena Vesninová | 3–2           |
| Vítězka | 2. | 3.–4. listopadu 2012 | Fed Cup Praha, Česko  | tvrdý (h) | Petra Kvitová Lucie Hradecká Andrea Hlaváčková | Ana Ivanovičová Jelena Jankovičová Bojana Jovanovská Aleksandra Kruničová          | 3–1 (detaily) |
| Vítězka | 3. | 8.–9. listopadu 2014 | Fed Cup Praha, Česko  | tvrdý (h) | Petra Kvitová Lucie Hradecká Andrea Hlaváčková | Angelique Kerberová Andrea Petkovicová Sabine Lisická Julia Görgesová              | 3–1 (detaily) |

## Chronologie grandslamových výsledků

### Ženská dvouhra
| Turnaj          | 2004 | 2005    | 2006    | 2007    | 2008    | 2009    | 2010    | 2011    | 2012    | 2013    | 2014    | 2015    | 2016    | 2017    | 2018    | 2019 | SR     | V–P   |
| --------------- | ---- | ------- | ------- | ------- | ------- | ------- | ------- | ------- | ------- | ------- | ------- | ------- | ------- | ------- | ------- | ---- | ------ | ----- |
| Australian Open | A    | Q1      | 1. kolo | ČF      | 1. kolo | 3. kolo | 1. kolo | 3. kolo | 1. kolo | 2. kolo | 3. kolo | 1. kolo | A       | 2. kolo | 3. kolo | A    | 0 / 12 | 14–12 |
| French Open     | A    | 1. kolo | 1. kolo | 4. kolo | 2. kolo | 2. kolo | 2. kolo | 2. kolo | 2. kolo | 1. kolo | 4. kolo | F       | 3. kolo | 1. kolo | 2. kolo | A    | 0 / 14 | 20–14 |
| Wimbledon       | A    | 1. kolo | A       | 3. kolo | 1. kolo | 1. kolo | 1. kolo | 2. kolo | 1. kolo | 2. kolo | SF      | 4. kolo | 4. kolo | 2. kolo | 3. kolo | —    | 0 / 13 | 18–13 |
| US Open         | Q2   | 1. kolo | 2. kolo | 3. kolo | 1. kolo | 1. kolo | 1. kolo | 3. kolo | 3. kolo | 2. kolo | 4. kolo | 1. kolo | 2. kolo | 4. kolo | 2. kolo | —    | 0 / 14 | 16–14 |
| výhry–prohry    | 0–0  | 0–3     | 1–3     | 11–4    | 1–4     | 3–4     | 1–4     | 6–4     | 3–4     | 3–4     | 13–4    | 9–4     | 6–3     | 5–4     | 6–4     | 0–0  | 0 / 53 | 68–53 |

### Ženská čtyřhra
| Turnaj          | 2005    | 2006    | 2007    | 2008    | 2009    | 2010    | 2011    | 2012    | 2013    | 2014    | 2015  | 2016    | 2017    | 2018    | 2019    | SR     | V–P   |
| --------------- | ------- | ------- | ------- | ------- | ------- | ------- | ------- | ------- | ------- | ------- | ----- | ------- | ------- | ------- | ------- | ------ | ----- |
| Australian Open | A       | 1. kolo | 1. kolo | A       | 3. kolo | 1. kolo | 2. kolo | 1. kolo | ČF      | ČF      | Vítěz | A       | Vítěz   | ČF      | A       | 2 / 11 | 24–9  |
| French Open     | A       | 1. kolo | 1. kolo | 1. kolo | 2. kolo | 2. kolo | 3. kolo | 1. kolo | ČF      | 1. kolo | Vítěz | 1. kolo | Vítěz   | 2. kolo | 1. kolo | 2 / 14 | 20–12 |
| Wimbledon       | 1. kolo | A       | 1. kolo | 1. kolo | 1. kolo | 2. kolo | 1. kolo | 1. kolo | 1. kolo | ČF      | ČF    | 1. kolo | 2. kolo | ČF      | —       | 0 / 13 | 11–12 |
| US Open         | 1. kolo | 1. kolo | 1. kolo | 2. kolo | 1. kolo | 2. kolo | 1. kolo | 1. kolo | 3. kolo | 2. kolo | A     | Vítěz   | SF      | 2. kolo | —       | 1 / 13 | 16–12 |
| výhry–prohry    | 0–2     | 0–3     | 0–4     | 1–3     | 3–4     | 3–4     | 3–4     | 0–4     | 8–4     | 7–4     | 15–1  | 6–2     | 17–2    | 8–4     | 0-1     | 5 / 51 | 71–47 |

| Legenda | Legenda                                   | Legenda | Legenda                     |
| ------- | ----------------------------------------- | ------- | --------------------------- |
| SR      | poměr vyhraných turnajů ku všem odehraným | W–L V–P | výhry–prohry                |
| NH      | daný rok se turnaj nekonal                | A       | turnaje se hráč nezúčastnil |
| 1Q / LQ | prohra v (kole) kvalifikace               | 1k / 1R | prohra v daném kole turnaje |
| QF / ČF | prohra ve čtvrtfinále                     | SF      | prohra v semifinále         |
| F       | prohra ve finále                          | Vítěz   | vítězství v turnaji         |

## Postavení na konečném žebříčku WTA

### Dvouhra
| Rok    | 2003 | 2004   | 2005  | 2006  | 2007  | 2008  | 2009  | 2010  | 2011  | 2012  | 2013  | 2014  | 2015 | 2016  | 2017  | 2018   | 2019 |
| Pořadí | 533. | ▲ 185. | ▲ 50. | ▲ 41. | ▲ 24. | ▼ 65. | ▲ 42. | ▲ 33. | ▲ 25. | ▲ 17. | ▼ 29. | ▲ 16. | ▲ 9. | ▼ 63. | ▲ 30. | ▼ 106. | —    |

### Čtyřhra
| Rok    | 2003 | 2004 | 2005   | 2006   | 2007   | 2008  | 2009   | 2010   | 2011   | 2012  | 2013  | 2014  | 2015 | 2016 | 2017 | 2018  | 2019 |
| Pořadí | -    | 456. | ▼ 511. | ▼ 785. | ▼ 881. | ▲ 91. | ▼ 120. | ▼ 149. | ▲ 134. | ▲ 59. | ▲ 18. | ▼ 29. | ▲ 4. | ▼ 7. | ▲ 6. | ▼ 51. | —    |